# Los Angeles
Pour les articles homonymes, voir Los Angeles (homonymie).
Los Angeles (/lɔs‿ɑ̃(d)ʒəlɛs/  ou /lɔs‿ãʒɛl/ ; en anglais américain : /lɑs ˈænd͡ʒələs/  ; en espagnol : Los Ángeles /los ˈaŋxeles/), souvent abrégé en L.A., est la deuxième ville des États-Unis en nombre d'habitants, juste après New York. Située dans le Sud de l'État de Californie, sur la côte du Pacifique, la ville est le siège du comté de Los Angeles.
Selon le recensement fédéral de 2020, la population de la ville est de 3 898 747 habitants, alors qu'elle n'était que de 11 500 en 1887 ; au 1er juillet 2023 elle est estimée à 3 820 914. Le comté rassemble 10 014 009 habitants (en 2020) tandis que l'aire métropolitaine de Los Angeles compte environ 13,2 millions d'habitants et la région du Grand Los Angeles (Greater Los Angeles) se chiffre à 18,6 millions d'habitants, ce qui en fait la deuxième agglomération des États-Unis après celle de New York. La superficie de la commune de Los Angeles est cependant relativement restreinte face à son agglomération, même si elle est plus vaste que New York ou Chicago.
Los Angeles est une ville olympique. Elle accueille les Jeux olympiques d'été à deux reprises, en 1932 et 1984, et les accueillera à nouveau en 2028. Il s'agira ainsi de la troisième ville à accueillir les Jeux olympiques à trois reprises, après Londres en 2012 et Paris en 2024. 
Mondialement connue pour son activité culturelle, notamment avec la production cinématographique à Hollywood, Los Angeles a un statut de ville-région mondiale (world city-region). Cosmopolite, elle demeure l'un des principaux points d'entrée d'immigrants aux États-Unis, l'aéroport international de Los Angeles étant le plus grand aéroport de l'Ouest américain en termes de nombre de passagers. Le Grand Los Angeles (Greater Los Angeles) constitue la troisième métropole au monde de par son PIB, après New York et Tokyo.

## Toponymie
Auparavant se tenait à cet endroit un village d'amérindiens tongvas qui s'appelait Iyáangaʼ ou Yangna, c'est-à-dire « là où pousse le sumac de l'Ouest » en gabrielino. 
La ville est fondée le 4 septembre 1781 par Felipe de Neve, le gouverneur espagnol de Californie, sous le nom de El Pueblo de Nuestra Señora la Reina de los Ángeles (« Le village de Notre-Dame la Reine des Anges »). « Reine des Anges » est l'un des titres donné à la Vierge Marie dans les litanies de Lorette. La ville de Los Angeles est donc indirectement nommée en son honneur.
Contrairement à la légende populaire, le nom original n'est donc pas El Pueblo de Nuestra Señora la Reina de los Ángeles del Río de Porciúncula, c'est-à-dire « le village de Notre-Dame la Reine des Anges du fleuve de Porciúncula ». Ce nom allongé faisait référence au fleuve Porciúncula lui-même nommé d'après le Portioncule, une chapelle située dans la basilique Sainte-Marie-des-Anges d'Assise en Italie, où est mort François d'Assise ; celui-ci était le fondateur de l'ordre auquel appartenaient des missionnaires pendant la colonisation de l'Amérique.
Los Ángeles, en espagnol, signifie « les anges ». En anglais, ses habitants sont appelés Angelenos (quelquefois Angelinos) — les Angelins. 
Ses surnoms anglophones incluent son diminutif, L.A. [ˌɛlˈeɪ], ainsi que City of Angels, La La Land, Tinseltown ou The Big Orange.

## Géographie

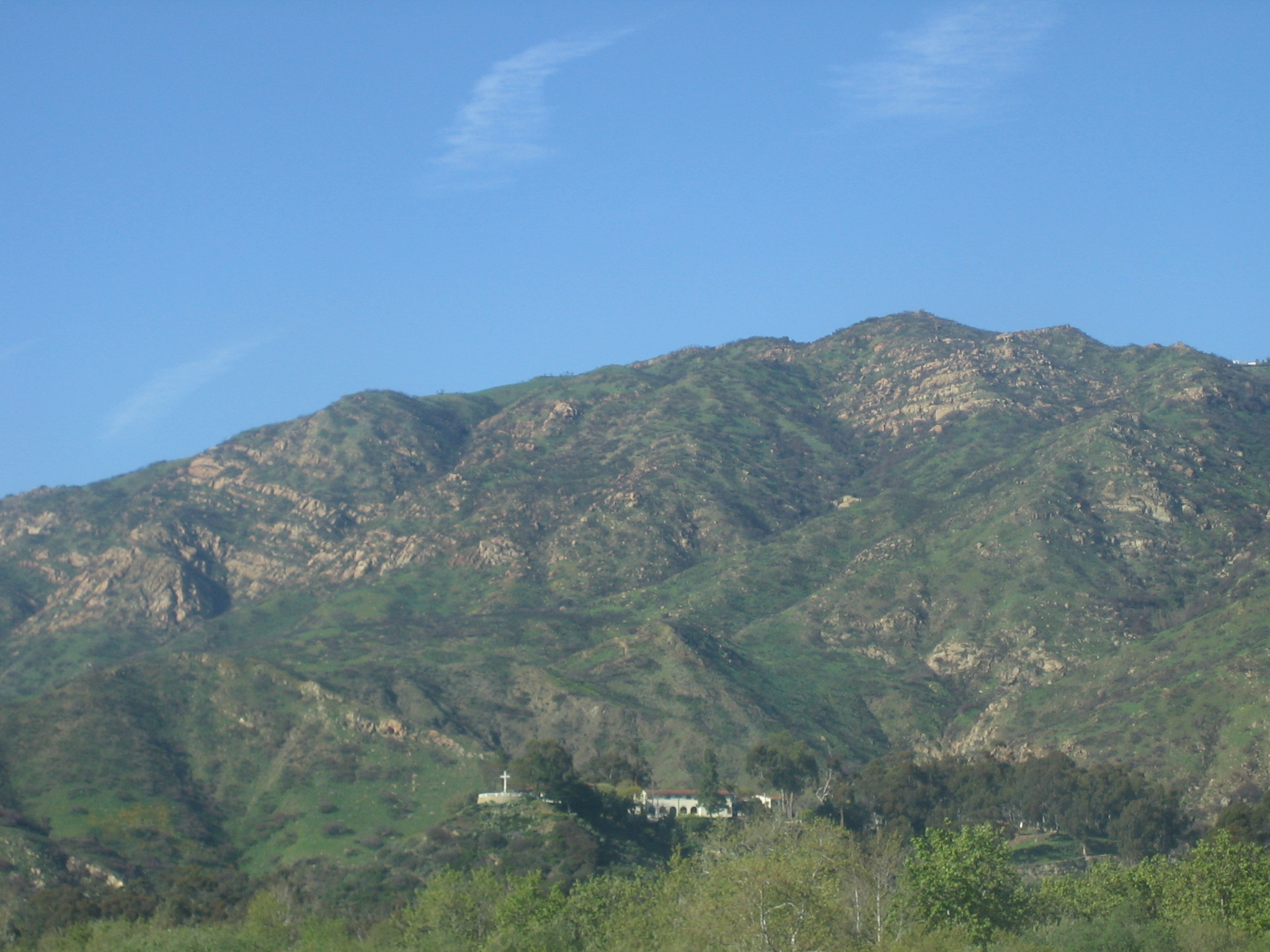
Vue sur une partie des monts Santa Monica en quittant Los Angeles et Santa Monica.

Située dans l'Ouest des États-Unis, plus précisément en Californie, bordée au nord-est par les monts San Gabriel, à l'ouest-sud-ouest et au sud par l'océan Pacifique (situation favorable permettant aux Angelinos de faire du ski et se baigner dans la même journée), Los Angeles offre une grande variété de paysages. Elle se trouve à 3 937 km à l'ouest de New York, à 2 803 km à l'ouest de Chicago, à 933 km au sud-ouest de Salt Lake City, à 574 km à l'ouest de Phoenix et à 559 km au sud-est de San Francisco. Le rivage est constitué des longues plages de sable blanc des baies de Santa Monica et de San Pedro, qui font de Los Angeles l'une des plus grandes métropoles établies sur le littoral, avec Perth et Rio de Janeiro. La ville occupe une partie du bassin de Los Angeles, une plaine côtière accidentée, et une grande partie de la vallée de San Fernando dont elle est séparée au nord par de hautes collines, les monts Santa Monica. Le principal cours d'eau de Los Angeles est la Los Angeles River, un petit fleuve qui prend sa source dans la vallée de San Fernando et traverse la ville jusqu'à l'océan.[réf. nécessaire]

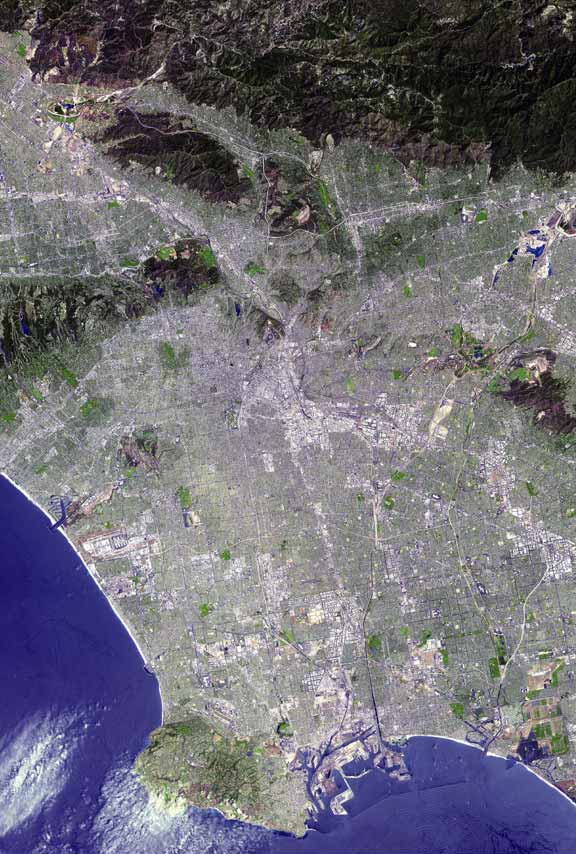
Image satellite de Los Angeles.

La ville s'étend sur 1 290,6 km2 (dont 75,7 km2 de plans d'eau, soit 5,86 % du total). La distance nord-sud la plus grande est de 71 km, la distance est-ouest de 47 km ; le périmètre total est de 550 km. Selon le Bureau du recensement des États-Unis, Los Angeles est à la septième place nationale des villes de plus de 100 000 habitants pour la superficie.
L'altitude maximale sur la commune est de 1 543 m au Mont Lukens (en). Le territoire de la ville de Los Angeles est si vaste qu'elle est généralement divisée en plusieurs grands secteurs : Downtown Los Angeles (Central L.A), Eastside, Wilshire, Hollywood, Northwest, South Los Angeles (anciennement South Central), Westside, la vallée de San Fernando (San Fernando Valley), et Harbor Area (zone portuaire). Ces secteurs constituent les plus grandes divisions géographiques de la ville et sont eux-mêmes découpés en de nombreux quartiers.

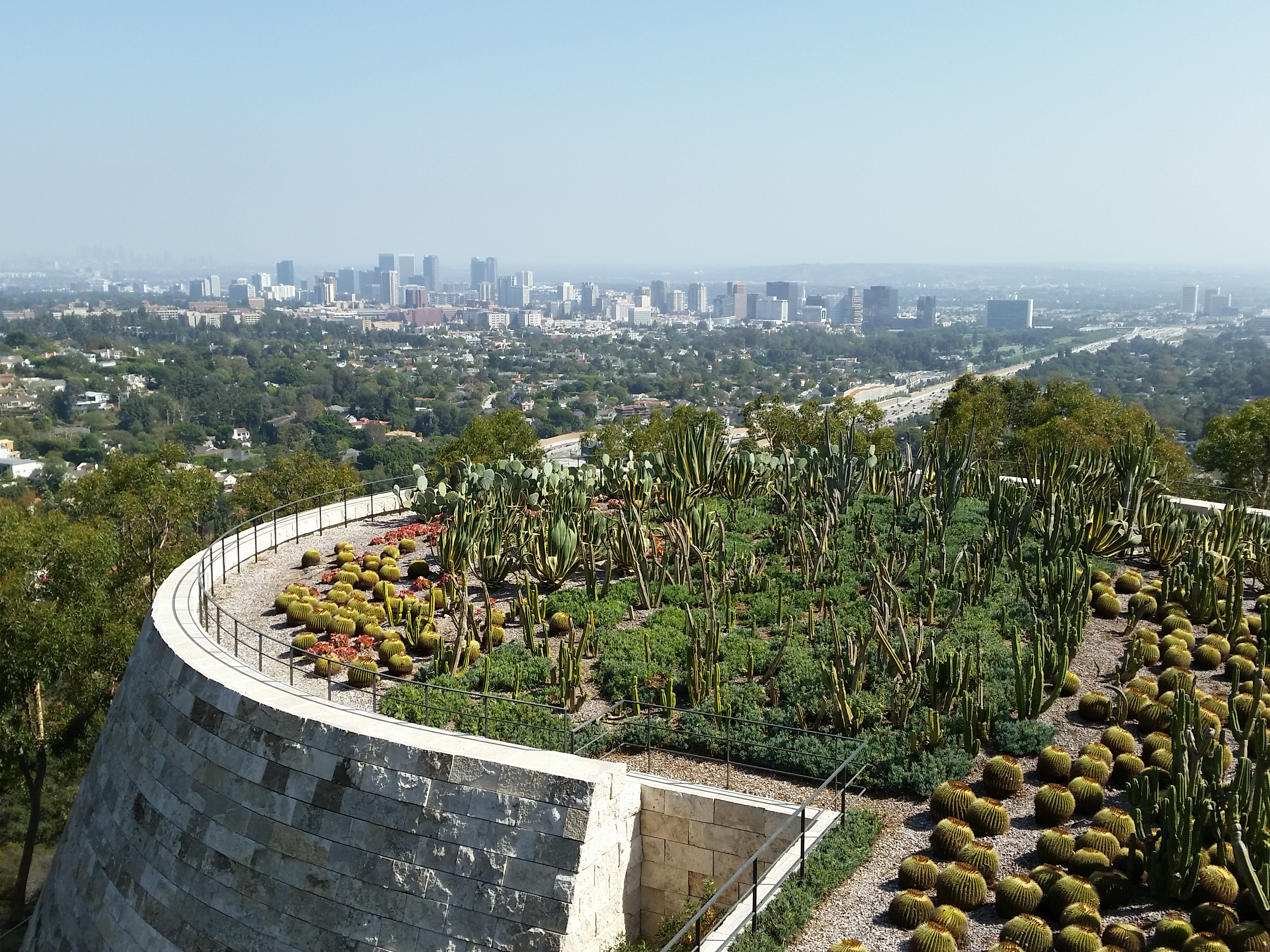
Los Angeles vue du Getty Center.

La région de Los Angeles comprend un nombre remarquable d'espèces de plantes indigènes : le pavot de Californie, le matilija poppy, le toyon, et des centaines d'autres. Avec ses plages, ses dunes, ses collines, ses montagnes et ses rivières, elle est riche en écosystèmes divers. Mais certaines espèces sont rares et menacées, comme la Los Angeles sunflower. La ville compte également 379 parcs municipaux dont la superficie totale est de 63,5 km2. Situé sur une colline du quartier Brentwood, dans le nord de la ville, le Getty Center (un campus culturel et de recherche construit par l'architecte Richard Meier) abrite divers jardins dont le jardin des cactus sur le promontoire sud et le jardin central (labyrinthe floral conçu par l'artiste Robert Irwin). Avec ses 17 km2 de superficie, Griffith Park est l'un des plus grands parcs urbains d'Amérique du Nord. Le plus vieux parc de la ville a été créé en 1781 et se trouve dans le El Pueblo de Los Angeles Historic Monument, près de Union Station.

### Climat

Graphique climatique de Los Angeles.

Selon Köppen, le climat de Los Angeles est méditerranéen (Csa) avec juste assez de précipitations annuelles pour éviter le classement climat semi-aride. Ce climat se caractérise par des hivers doux et humides et des étés chauds, voire caniculaires et secs. Elle profite de 320 jours d'ensoleillement annuel et fait partie de la Sun Belt (« ceinture du soleil »). Les étés sont chauds, la température moyenne du mois le plus chaud étant de 24,1 °C. La partie côtière de Los Angeles profite des vents venant de l'océan Pacifique qui tendent à rafraîchir la côte en été et à la réchauffer en hiver. La partie de la ville se trouvant à l'intérieur des terres est plus contrastée. Les influences maritimes se font moins sentir, si bien que l'amplitude thermique s'accroît. Les températures peuvent ainsi varier de plusieurs degrés dans les quartiers les plus éloignés du littoral. Les plus hautes températures enregistrées sont de 49 °C en 2006 à Woodland Hills et 45 °C en septembre 2010 ; le record de froid s'établit à −7,8 °C en 1989 à Canoga Park.
Les pluies tombent surtout en hiver (les mois de janvier et février sont les plus humides) et au printemps avec plus de 60 % des précipitations annuelles (80 % si on y ajoute le mois de novembre). Durant cette période de l'année, il pleut en moyenne un jour sur quatre. Les moyennes annuelles sont de 25,44 mm pour les précipitations (pour un total annuel de 305,3 mm) et de 17,6 °C pour les températures. Le brouillard est assez récurrent au printemps et beaucoup plus résistant sur les zones balnéaires qu'à l'intérieur des terres où l'ensoleillement est plus présent.[réf. nécessaire]
Les canicules se produisent beaucoup au mois de septembre lorsqu'un vent catabatique nommé « Santa Ana » souffle sur la Californie du Sud, pouvant faire monter la température au-dessus de 40 °C pendant deux à trois jours comme le 27 septembre 2010, où on enregistra 45 °C dans le centre-ville de Los Angeles.
| Mois                                  | jan.    | fév.    | mars    | avril   | mai     | juin    | jui.    | août    | sep.    | oct.    | nov.    | déc.    | année   |
| ------------------------------------- | ------- | ------- | ------- | ------- | ------- | ------- | ------- | ------- | ------- | ------- | ------- | ------- | ------- |
| Température minimale moyenne (°C)     | 9,4     | 10      | 11,3    | 12,7    | 14,5    | 16,3    | 18,2    | 18,6    | 17,9    | 15,5    | 11,7    | 9       | 13,8    |
| Température moyenne (°C)              | 14,7    | 15      | 16,2    | 17,6    | 18,8    | 20,7    | 22,9    | 23,7    | 23,1    | 20,7    | 17,2    | 14,3    | 18,8    |
| Température maximale moyenne (°C)     | 20      | 20      | 21,1    | 22,4    | 23,2    | 25,1    | 27,8    | 28,9    | 28,3    | 25,9    | 22,7    | 19,7    | 23,8    |
| Record de froid (°C) date du record   | −2 1949 | −2 1883 | −1 1893 | 2 1901  | 4 1883  | 8 1894  | 9 1888  | 9 1901  | 7 1880  | 4 1892  | 1 1886  | −1 1978 | −2 1949 |
| Record de chaleur (°C) date du record | 35 1971 | 35 1995 | 37 1879 | 41 1989 | 39 1896 | 44 1990 | 43 1891 | 41 1885 | 45 2010 | 42 1987 | 38 1966 | 33 1938 | 45 2010 |
| Ensoleillement (h)                    | 225,3   | 222,5   | 267     | 303,5   | 276,2   | 275,8   | 364,1   | 349,5   | 278,5   | 255,1   | 217,3   | 219,4   | 3 254,2 |
| Précipitations (mm)                   | 83,6    | 92,5    | 56,6    | 17,5    | 8,1     | 2,3     | 0,5     | 0       | 3,3     | 14,7    | 19,8    | 63      | 361,9   |
| Nombre de jours avec précipitations   | 6,1     | 6,3     | 5,1     | 2,8     | 1,9     | 0,5     | 0,4     | 0,1     | 0,4     | 2,2     | 2,8     | 5,5     | 34,1    |

| Mois                                  | jan.    | fév.    | mars    | avril   | mai     | juin    | jui.    | août    | sep.    | oct.    | nov.    | déc.    | année   |
| ------------------------------------- | ------- | ------- | ------- | ------- | ------- | ------- | ------- | ------- | ------- | ------- | ------- | ------- | ------- |
| Température minimale moyenne (°C)     | 9,7     | 10,1    | 11,2    | 12,3    | 14,2    | 16,1    | 17,8    | 18,2    | 17,6    | 15,4    | 12,1    | 9,5     | 13,7    |
| Température moyenne (°C)              | 14,4    | 14,4    | 15,1    | 16,2    | 17,6    | 19,1    | 20,9    | 21,5    | 21,2    | 19,5    | 16,8    | 14,2    | 17,6    |
| Température maximale moyenne (°C)     | 19,1    | 18,7    | 18,9    | 20,1    | 20,8    | 22,2    | 23,9    | 24,8    | 24,7    | 23,6    | 21,6    | 18,9    | 21,4    |
| Record de froid (°C) date du record   | −3 1949 | 1 1949  | 2 1945  | 6 1998  | 7 1964  | 9 1950  | 11 1948 | 11 1948 | 8 1948  | 6 1971  | 3 1964  | 0 1968  | −3 1949 |
| Record de chaleur (°C) date du record | 33 2003 | 33 1963 | 35 1988 | 39 1989 | 36 2014 | 40 1981 | 36 1985 | 37 1955 | 43 1963 | 41 1961 | 38 1966 | 34 1958 | 43 1963 |
| Précipitations (mm)                   | 72,6    | 75,9    | 43,9    | 15,2    | 7,1     | 2       | 1       | 0       | 2,8     | 12,4    | 20,8    | 56,6    | 310,3   |
| Nombre de jours avec précipitations   | 6,1     | 6,3     | 5,6     | 2,6     | 1,7     | 0,5     | 0,5     | 0,1     | 0,5     | 2       | 3,2     | 5,4     | 34,5    |
| Humidité relative (%)                 | 63,4    | 67,9    | 70,5    | 71      | 74      | 75,9    | 76,6    | 76,6    | 74,2    | 70,5    | 65,5    | 62,9    | 70,8    |

| Mois                                | jan. | fév.  | mars | avril | mai  | juin | jui. | août | sep. | oct. | nov. | déc. | année |
| ----------------------------------- | ---- | ----- | ---- | ----- | ---- | ---- | ---- | ---- | ---- | ---- | ---- | ---- | ----- |
| Température minimale moyenne (°C)   | 4,4  | 5,1   | 6    | 7,3   | 9,9  | 12,1 | 14,2 | 14,2 | 12,9 | 9,8  | 6,1  | 3,7  | 8,8   |
| Température moyenne (°C)            | 12,5 | 13,1  | 14,5 | 16,4  | 19   | 21,7 | 24,7 | 25,2 | 23,3 | 19,4 | 15,1 | 12   | 18,1  |
| Température maximale moyenne (°C)   | 20,6 | 21    | 23,1 | 25,6  | 28,1 | 31,4 | 35,2 | 36,1 | 33,8 | 29,1 | 24,1 | 20,3 | 27,3  |
| Record de froid (°C)                | −7,2 | −7,8  | −3,3 | −1,1  | 0,6  | 2,2  | 5,6  | 5,6  | 3,3  | −2,8 | −5   | −6,7 | −7,8  |
| Record de chaleur (°C)              | 33,9 | 34,4  | 38,3 | 40,6  | 45   | 45   | 48,3 | 46,7 | 45,6 | 43,3 | 38,3 | 35,6 | 48,3  |
| Précipitations (mm)                 | 93,7 | 118,6 | 72,1 | 24,9  | 7,9  | 1,8  | 0,5  | 1,3  | 4,3  | 23,1 | 33,5 | 67,6 | 448,8 |
| Nombre de jours avec précipitations | 6,2  | 6,6   | 5,6  | 2,9   | 1,1  | 0,4  | 0,2  | 0,5  | 1,1  | 2,4  | 3,7  | 5,8  | 36,5  |

## Voies de communication et transports

### Réseau routier

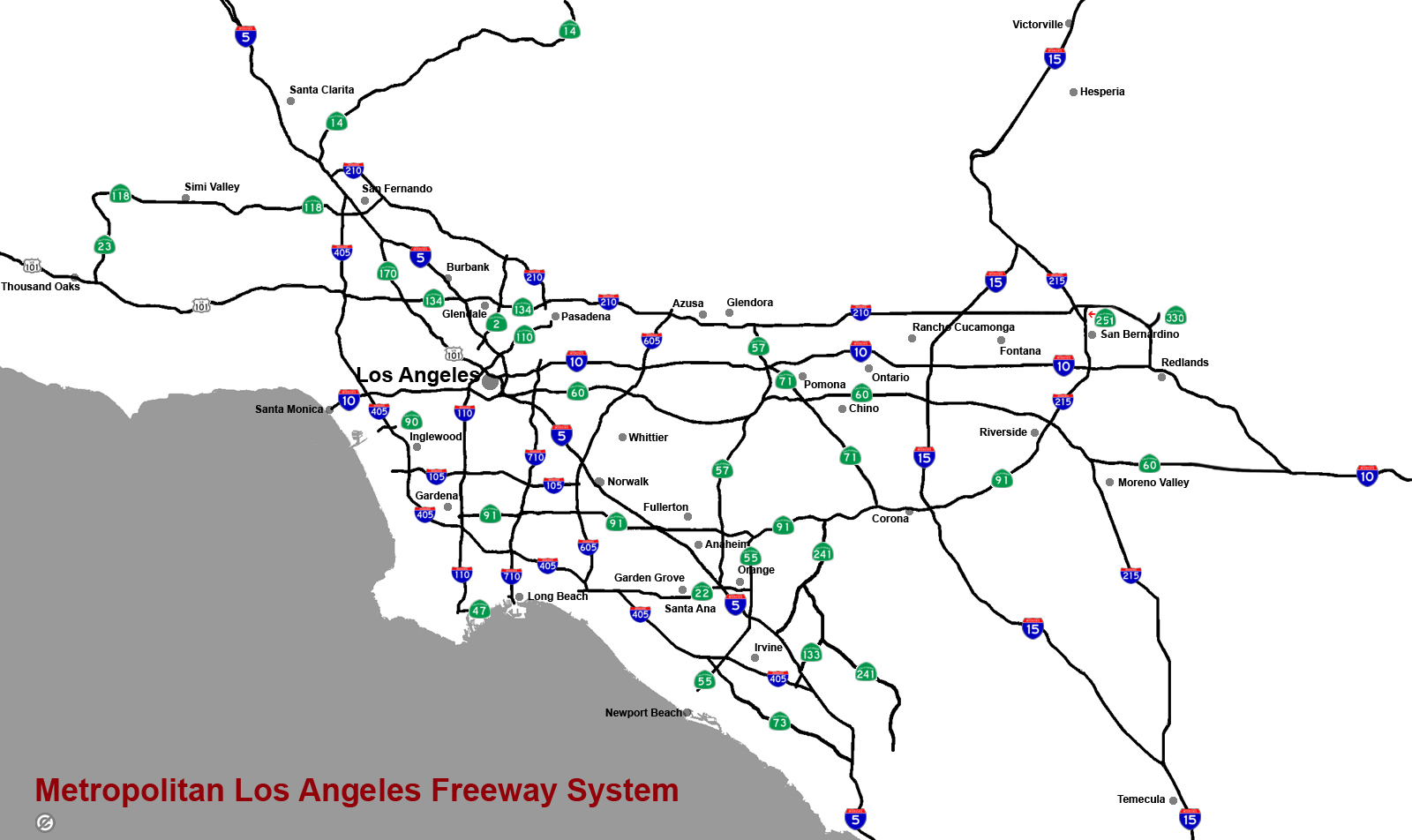
Le vaste réseau autoroutier de Los Angeles et de sa région.

Les rues de la ville forment un plan en damier important, dont les axes principaux sont les autoroutes et les surface streets, aussi appelées boulevards. Parmi les principales rues est-ouest, on peut citer Ventura, Hollywood, Sunset, Wilshire, Santa Monica et Beverly. Il existe d'autres rues célèbres dans la ville qui n'ont pas le titre de boulevards, bien que ce soient aussi des axes importants. On peut citer pour exemple : Mulholland Drive, Pacific Coast Highway, Melrose Avenue, Florence Avenue, Normandie Avenue, Vermont Avenue, La Brea Avenue, Figueroa Street, Grand Avenue, Central Avenue et Alameda Street. Los Angeles est connue pour ses nombreux nids-de-poule qui sont la cause d'accidents. Les fonds concernant la voirie sont en effet insuffisants pour maintenir le gigantesque réseau routier de la ville. Ce problème a été la cause principale de la tentative de sécession de la vallée de San Fernando en 2002. En décembre 2005, une opération visant à reboucher ces nids-de-poule a eu lieu dans la vallée, mais le problème n'est pas encore résolu à l'heure actuelle.

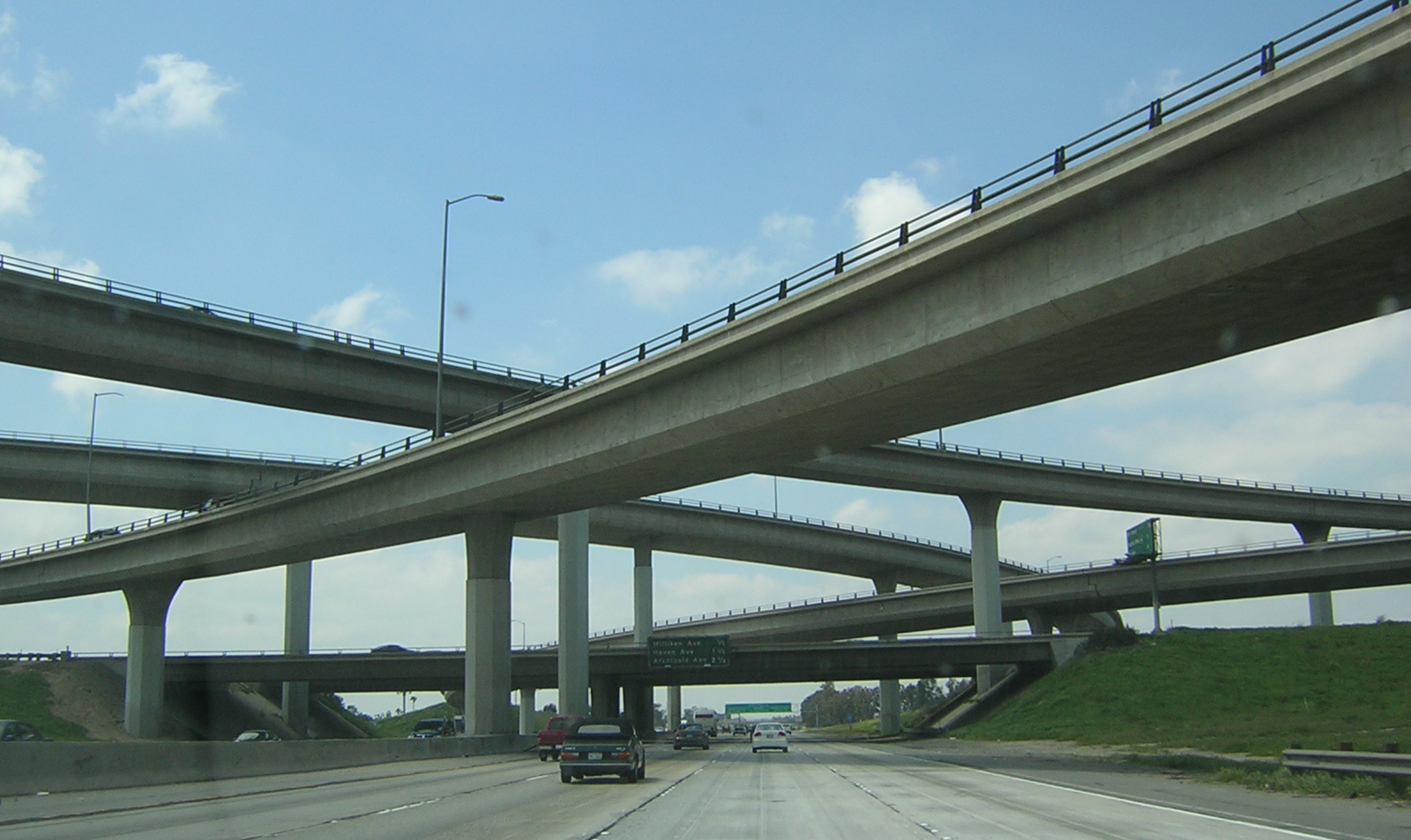
Passage sous un système de bretelles autoroutières à Los Angeles.

La ville est aussi le théâtre de nombreuses courses-poursuites qui peuvent durer des heures tant le système routier et autoroutier est vaste et complexe, et qui sont souvent relayées par les chaînes de télévision locales. Contrairement à l'assertion d'une chanson populaire, qui dit que « personne ne marche à L.A. » (« nobody walks in L.A. »), plusieurs lieux de la ville sont très fréquentés par les piétons, surtout dans le centre-ville et dans les nombreux quartiers commerciaux. Il y est alors souvent plus rapide de marcher que de conduire, à cause du manque de parcs de stationnement et du très grand nombre d'automobiles. Tout au long des quelque 10 km de la plage de sable Venice Beach, on circule sans voiture entre la plage et les maisons : deux voies bitumées sont réservées l'une aux piétons, l'autre (une sorte de piste cyclable à deux voies) à toutes sortes de véhicules « propres » : vélos, planches à roulettes, trottinettes. Cependant, les moyens de transports électriques tels que les trottinettes ou vélos électriques ne sont plus autorisés sur cette piste cyclable.

#### Autoroutes urbaines

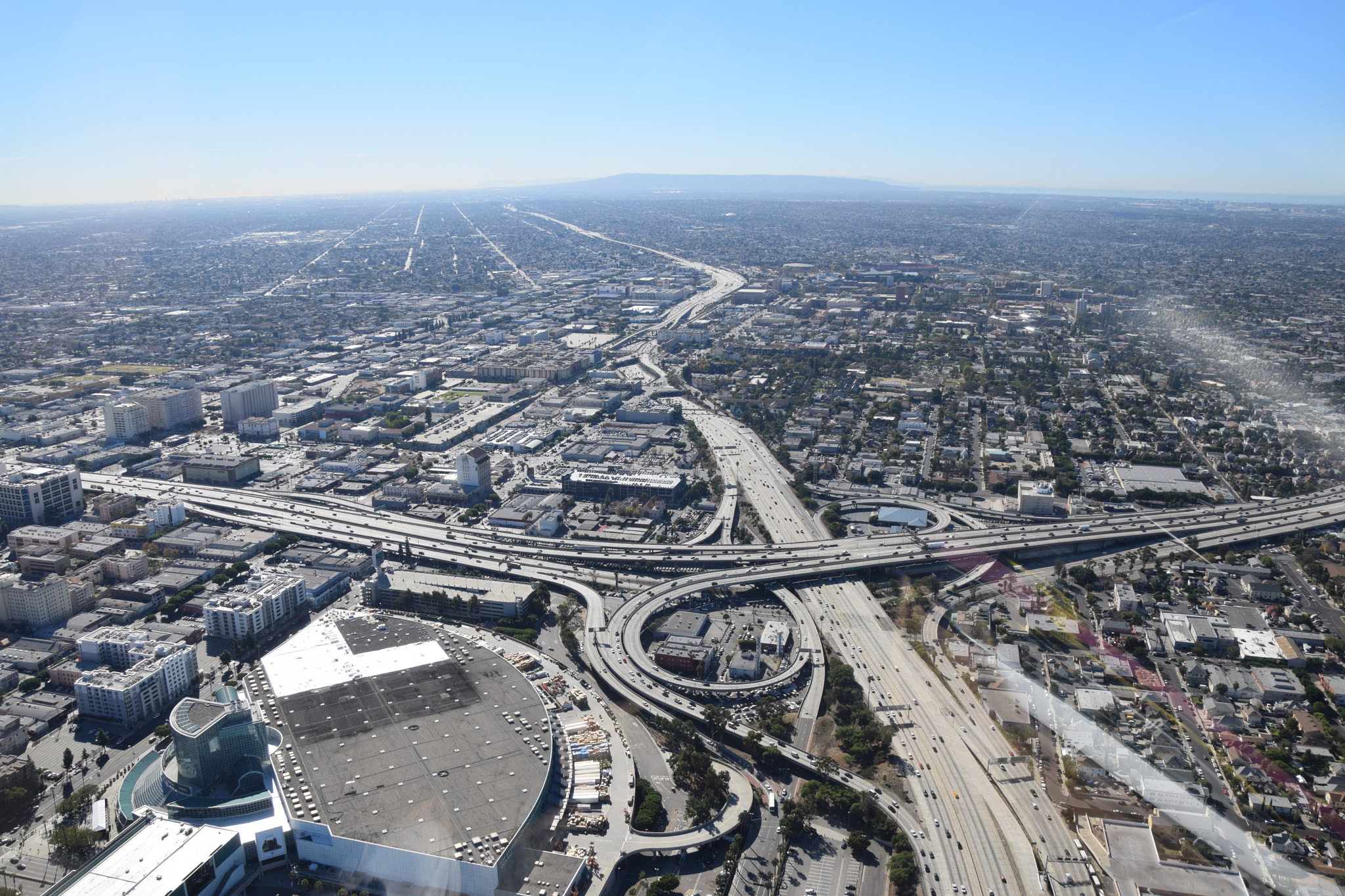
Échangeur autoroutier à Los Angeles.

Los Angeles est le nœud central d'un réseau d'autoroutes (freeways) très important : plus de 1 000 kilomètres dans toute l'agglomération. La ville est en effet considérée comme une sorte de « capitale » des embouteillages et de la voiture. Ses autoroutes totalisent un nombre de déplacements quotidiens estimé à quelque 160 millions de kilomètres. La qualité du réseau est reconnue, mais l'augmentation croissante des embouteillages depuis plusieurs années pousse les autorités à développer d'autres moyens de transport. Les principales autoroutes sont la Golden State (I-5) (nord-sud), la San Diego (405), l'U.S. Route 101, la California State Route 1, la Santa Monica (I-10).

### Transport aérien

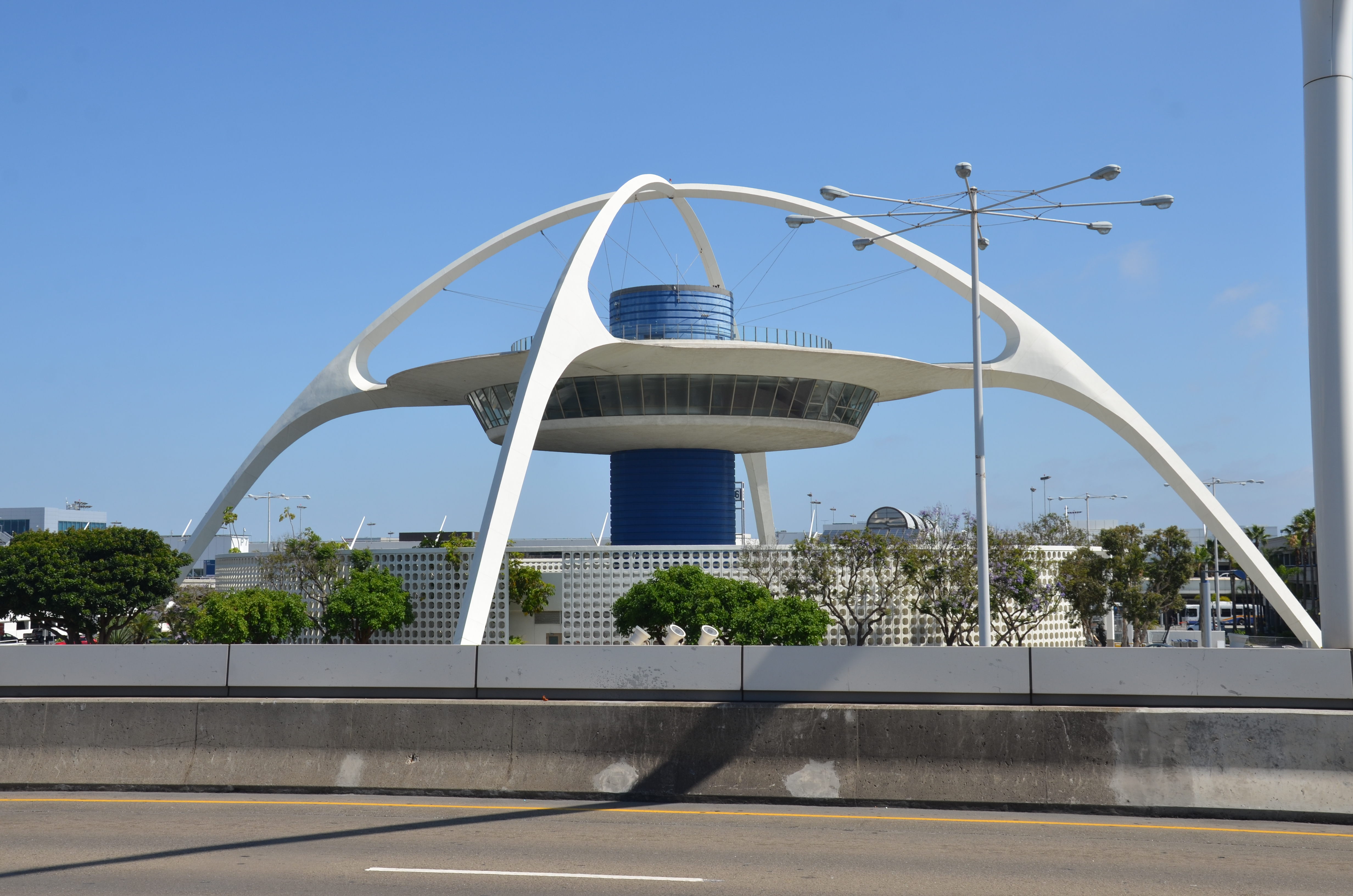
Le Theme Building de l'aéroport international de Los Angeles.

Los Angeles est aussi la métropole qui possède le plus d'aéroports au monde. L'aéroport principal de la ville et de sa région, l'aéroport international de Los Angeles, est choisi par la plupart des visiteurs internationaux. Il se place au cinquième rang mondial avec 60 millions de passagers qui y transitent chaque année. Les autres aéroports notables sont l'aéroport international d'Ontario, l'aéroport Hollywood Burbank, l'aéroport municipal de Long Beach et l'aéroport John-Wayne. Los Angeles World Airports, un département de la municipalité de Los Angeles, est chargé d'administrer ceux de Los Angeles (LAX), Van Nuys (VNY) et Palmdale Regional (PMD).
Los Angeles possède aussi un héliport (Century City Heliport, code AITA : CCD).

### Transport maritime
Les ports de Los Angeles et de Long Beach forment ensemble le Los Angeles-Long Beach Port, le troisième du monde pour le trafic de conteneurs. Des ports de tailles moyennes et de plaisance jalonnent le reste de la côte, comme celui de Marina del Rey ou de Redondo Beach, qui accueillent de nombreux yachts. Il existe aussi un système de ferries permettant de rejoindre la ville d'Avalon, située sur l'île Santa Catalina, au large de la ville.

### Transport ferroviaire

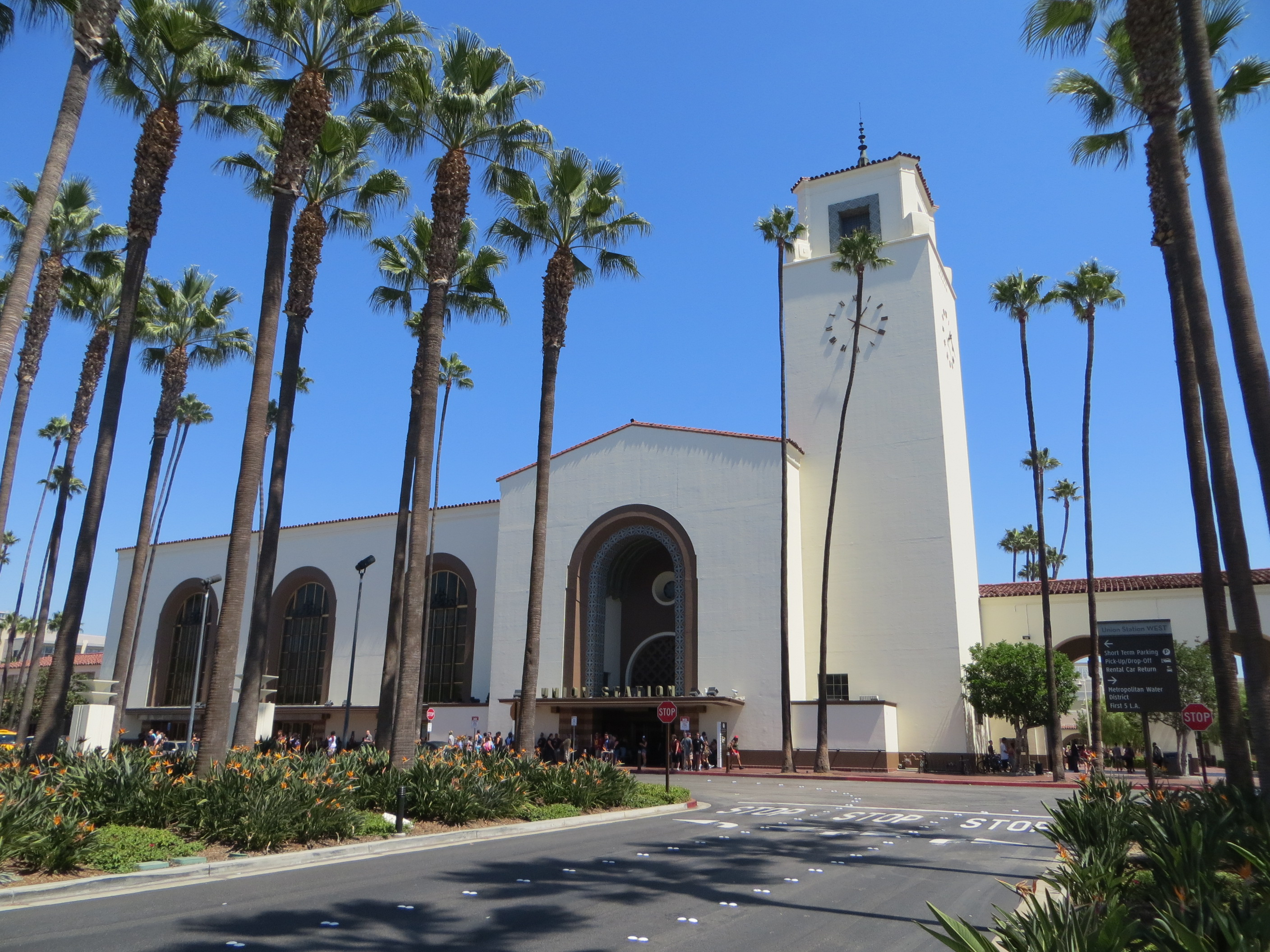
L'Union Station.

L'Union Station est la principale gare de voyageurs de Los Angeles.
La compagnie nationale des chemins de fer américains, l'Amtrak, dessert l'ensemble du pays :
- service transcontinental vers Chicago, avec correspondance New York/Boston/Washington, par le Southwest Chief via Kansas City ;
- service transcontinental vers Chicago, avec correspondance New York/Boston/Washington, par le Texas Eagle via Dallas ;
- service transcontinental vers Miami par le Sunset Limited via La Nouvelle-Orléans ;
- vers le nord-ouest, un départ quotidien par le Coast Starlight vers Portland et Seattle, avec correspondance Vancouver ;
- vers Oakland-San Francisco, huit départs quotidiens, dont trois par le Coast Starlight et le service Pacific Surfliner (par la ligne côtière) et cinq par le service du San Joaquin (par la ligne de l'arrière-pays, via Bakersfield) ;
- vers San Diego et le Mexique, par le service du Pacific Surfliner (douze départs via Disneyland).

Le transport ferroviaire des marchandises est assuré par les compagnies Union Pacific, Santa Fe et le BNSF Railway.

### Transports en commun

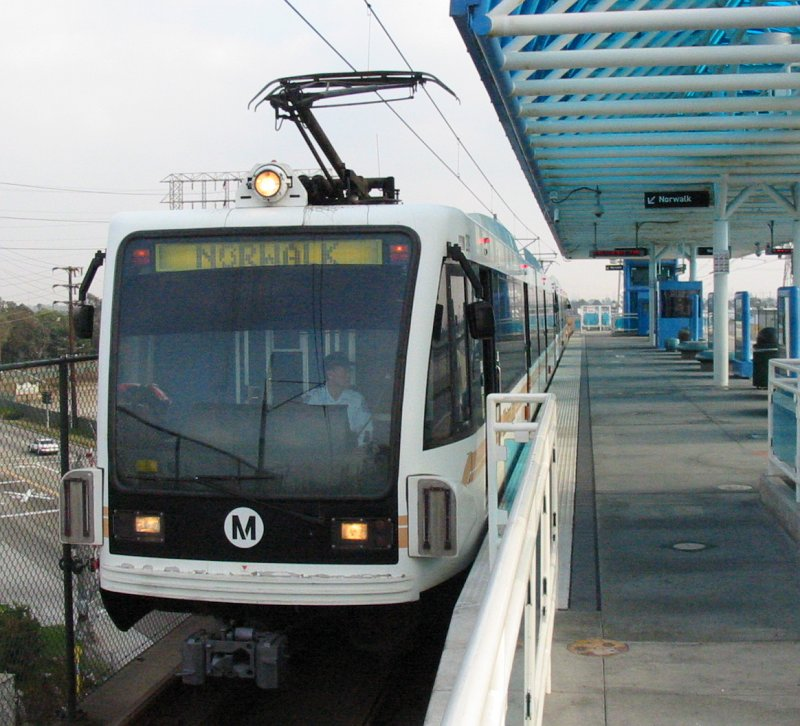
Une rame du métro de Los Angeles.

La Los Angeles County Metropolitan Transportation Authority, connue sous l'acronyme « MTA », ainsi que d'autres sociétés publiques dirigent le système étendu de lignes d'autobus et de métro utilisé par environ un million de personnes chaque jour.
Le réseau de métro se compose de six lignes, soit les lignes de métro B et D et les lignes de métro léger A, C, E et K. À cela s'ajoutent les lignes G (en) et J (en) qui constituent des lignes d'autobus à haut niveau de service (ces dernières sont en effet desservies par des autobus désignés sous le nom de « Metro Liners », facilement reconnaissables à leur apparence originale et leur longueur).
La première ligne a vu le jour en 1990 par la remise en état d'une ligne de chemin de fer qui relie le centre-ville à la ville de Long Beach, située au sud. Puis les quartiers de Hollywood et de Mid-Wilshire ont été reliés au centre-ville par métro au tournant du nouveau millénaire. De nombreux projets visant à améliorer et à allonger ces lignes sont à l'étude ou en cours de réalisation, comme la ligne Crenshaw dans l'ouest de la ville, le prolongement des lignes D vers Westwood et L vers Montclair et la construction du Regional Connector, un tunnel situé au centre-ville de Los Angeles visant à relier les lignes A, E et L. Par ailleurs, une navette par autobus permet de rejoindre le centre-ville depuis Union Station jusqu'à l'aéroport. Cependant, à peine plus de 10 % des moyens de transport utilisés sont en commun, contre 50 % à New York, un chiffre qui confirme que Los Angeles reste la ville de l'automobile par excellence parmi les plus grandes agglomérations du monde.

## Urbanisme
La ville de Los Angeles est aujourd'hui considérée par les urbanistes et les géographes comme le modèle et la préfiguration du développement des métropoles américaines. Elle éclipse le modèle de Chicago qui prévaut depuis la fin du XIXe siècle avec la célèbre « École de Chicago ». Si l'on considère les études récentes, la « Cité des anges » apparaît pour beaucoup de spécialistes comme le laboratoire du « postmodernisme urbain ».

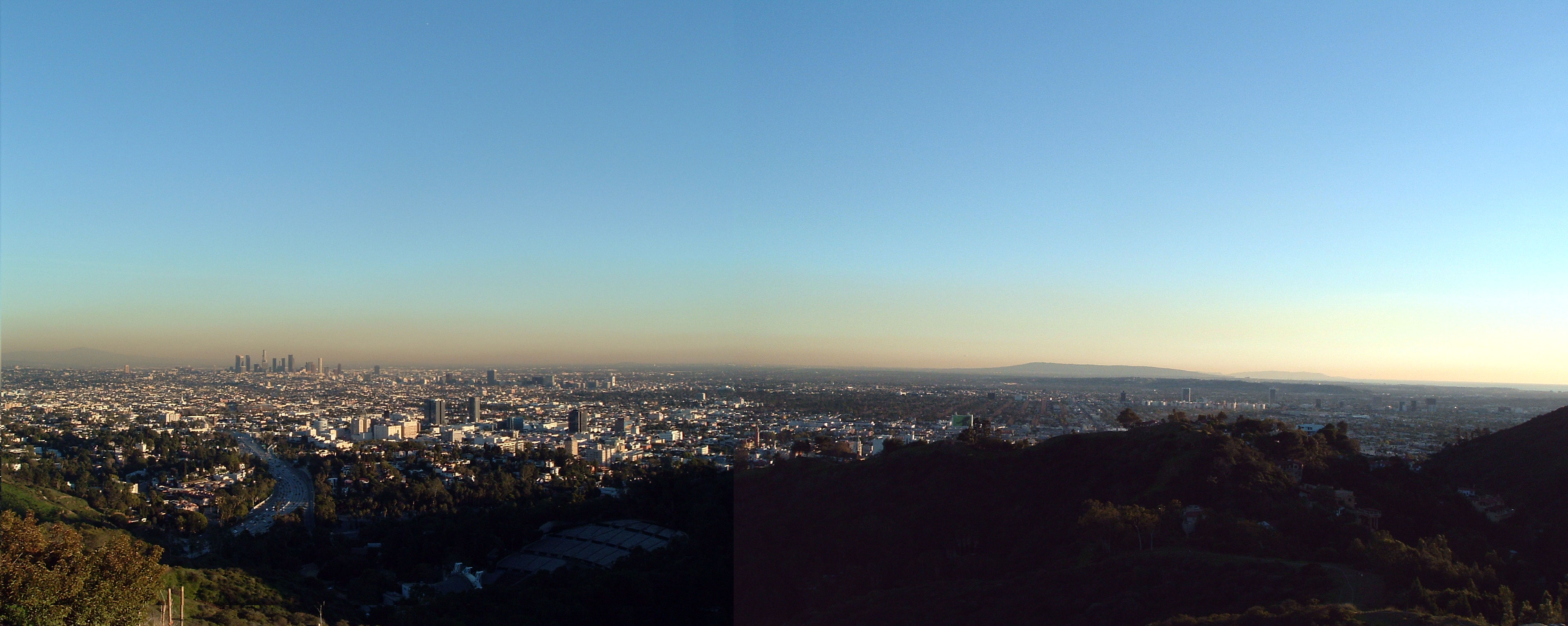
Los Angeles vue des hauteurs. Plusieurs quartiers d'affaires sont symbolisés par la présence d'immeubles et de gratte-ciel, en plus du véritable centre historique, ce qui caractérise bien l'absence de véritable centre à Los Angeles.

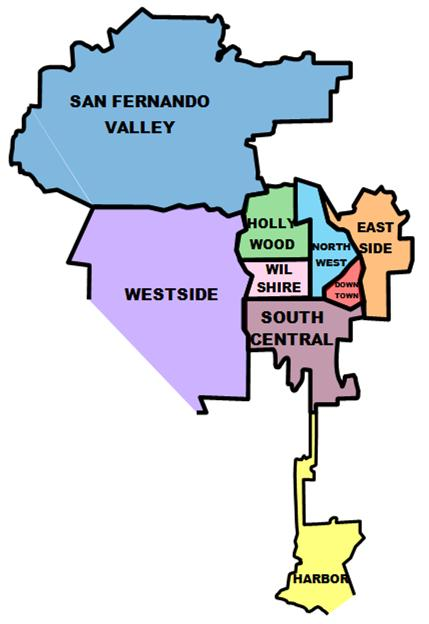
Principales subdivisions géographiques de la ville de Los Angeles.

Tout d'abord, Los Angeles se caractérise par l'absence d'un véritable quartier central. En effet, même si pour les Angelins le cœur historique de la ville se situe à La Plaza, endroit où Los Angeles est fondée, et si le centre de la ville est Downtown Los Angeles, les différentes fonctions de commandement sont en fait réparties dans plusieurs quartiers distincts et éloignés. Cette situation trouve son origine dans l'histoire de la ville. À leur arrivée, les nouvelles populations anglo-saxonnes et protestantes tiennent à se démarquer des populations hispanophones déjà présentes et de la marque que ces dernières ont imprimé à la ville historique. Motivées par un idéal « pastoral » caractéristique de l'idéologie WASP, ces nouveaux habitants construisent les quartiers de la ville avec une faible densité, afin de garder une proximité avec les espaces naturels et de centrer la vie sociale sur la cellule familiale dotée d'un espace domestique important. À la fin du XIXe siècle, les Angelins choisirent la maison individuelle avec jardin comme forme d'habitat privilégiée. Cette conception de l'organisation urbaine ancra une logique de croissance illimitée de l'agglomération, qui fut rendue possible à mesure que les moyens de transports se multiplièrent et s'améliorèrent : l'urbanisation suivit d'abord les grands axes de transport public (trains et tramways), puis les possibilités d'extension furent accrues par l'automobile, ce qui a donné à l'agglomération sa configuration actuelle de tache d'huile s'étendant sur plus de 100 km du nord au sud.

Centre-ville de Los Angeles.

Cet étalement urbain (urban sprawl en anglais) poussé à l'extrême a pour conséquence, aujourd'hui, d'aller à l'encontre d'une proximité véritable avec la nature, les espaces naturels n'étant accessibles qu'après une longue traversée des vastes lotissements pavillonnaires constituant l'immense périphérie de l'agglomération. Celle-ci possède en effet le moins bon score en ce qui concerne le rapport entre les espaces naturels et la superficie totale de toute la côte ouest. Les déplacements urbains sont également devenus un problème central. Les transports en commun ne peuvent avoir aucune efficacité du fait de l'absence de densité. L'usage de l'automobile détient par conséquent un quasi-monopole des déplacements, entraînant une saturation du réseau routier, malgré la création d'un très grand nombre d'autoroutes urbaines reliant les différents quartiers de l'agglomération.
La faible proportion d'espaces publics engendre quant à elle l'exclusion sociale et le repli des nombreuses communautés ethniques entre elles, favorisant la présence lors des élections de « candidats ethniques ». L'architecte Frank Lloyd Wright disait à propos de la ville elle-même : « Penchez le monde sur un côté et tout ce qui ne tient pas très bien glissera vers Los Angeles. ». Cette particularité fait la singularité de Los Angeles par rapport aux autres villes occidentales.
Entre 2009 et 2019, les loyers ont augmenté de 75 % à Los Angeles. Face à la crise du logement, certains habitants font le choix de dormir dans des « capsules » de 3 m2, dont le loyer s'élève à environ 800 dollars.

### Morphologie urbaine

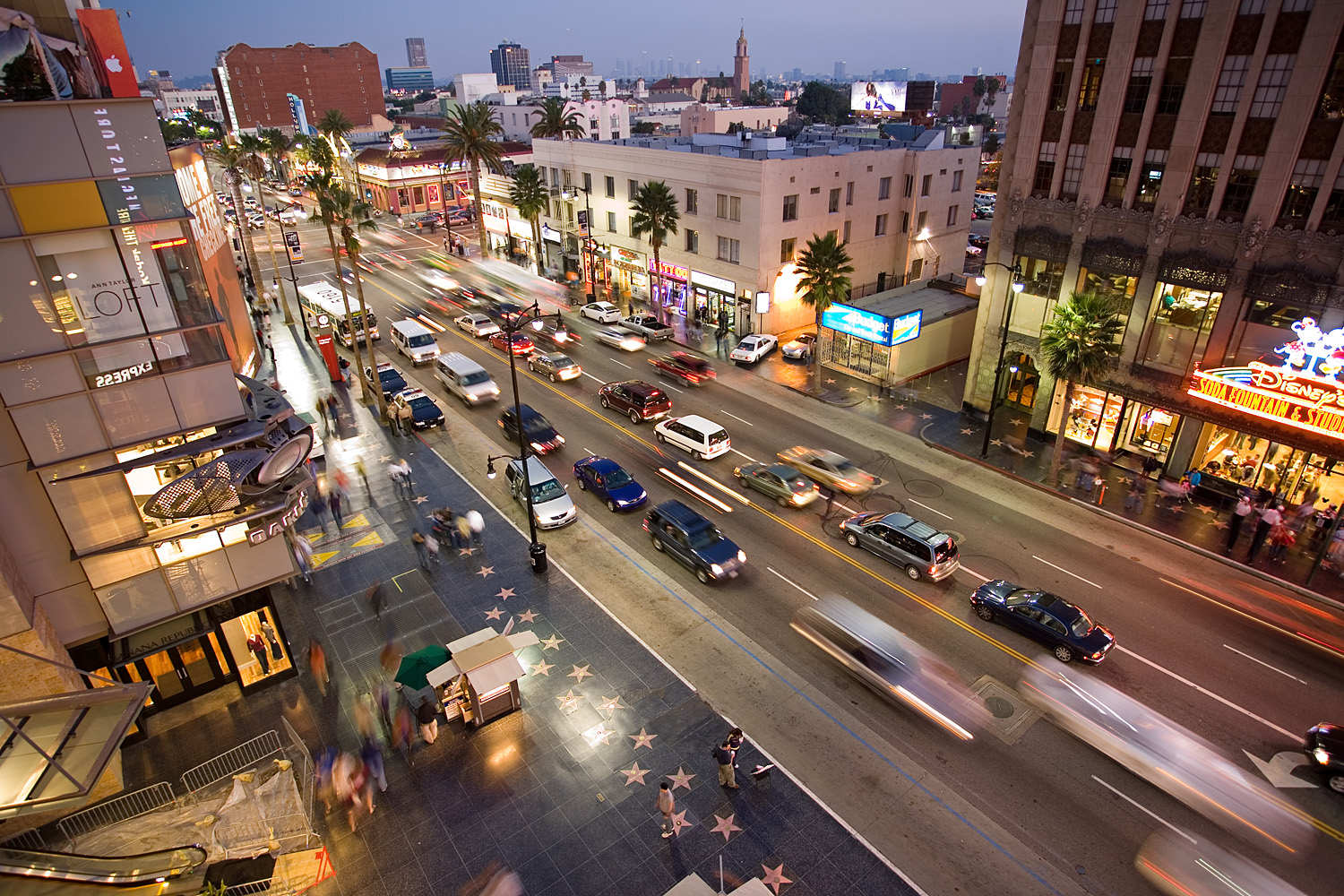
Hollywood Boulevard.

La superficie de la ville étant importante, Los Angeles est divisée en un grand nombre de quartiers. La plupart de leurs noms ont pour origine des zones rurales qui furent annexées par Los Angeles au fil du temps, la géographie, les rues principales ou le nom de propriétaires fonciers. Ces divisions n'ont pas de statut légal, mais ont une grande importance aux yeux des habitants pour des raisons culturelles et financières. Parmi ces quartiers, Hollywood est célèbre dans le monde entier pour ses studios de cinéma.
De nombreux noms de quartiers témoignent de l'origine de leurs habitants, comme Chinatown (quartier chinois), Little Armenia (quartier arménien), Thai Town (quartier thaïlandais), Historic Filipinotown (quartier philippin), Little Ethiopia (quartier éthiopien) et Little Persia (quartier iranien). L'ensemble reflète la diversité et la richesse démographique de la région. Les nombreuses communes qui bordent Los Angeles ou y sont enclavées (par exemple Beverly Hills et Santa Monica) sont la plupart du temps culturellement confondues avec elle.

### «Recentralisation»

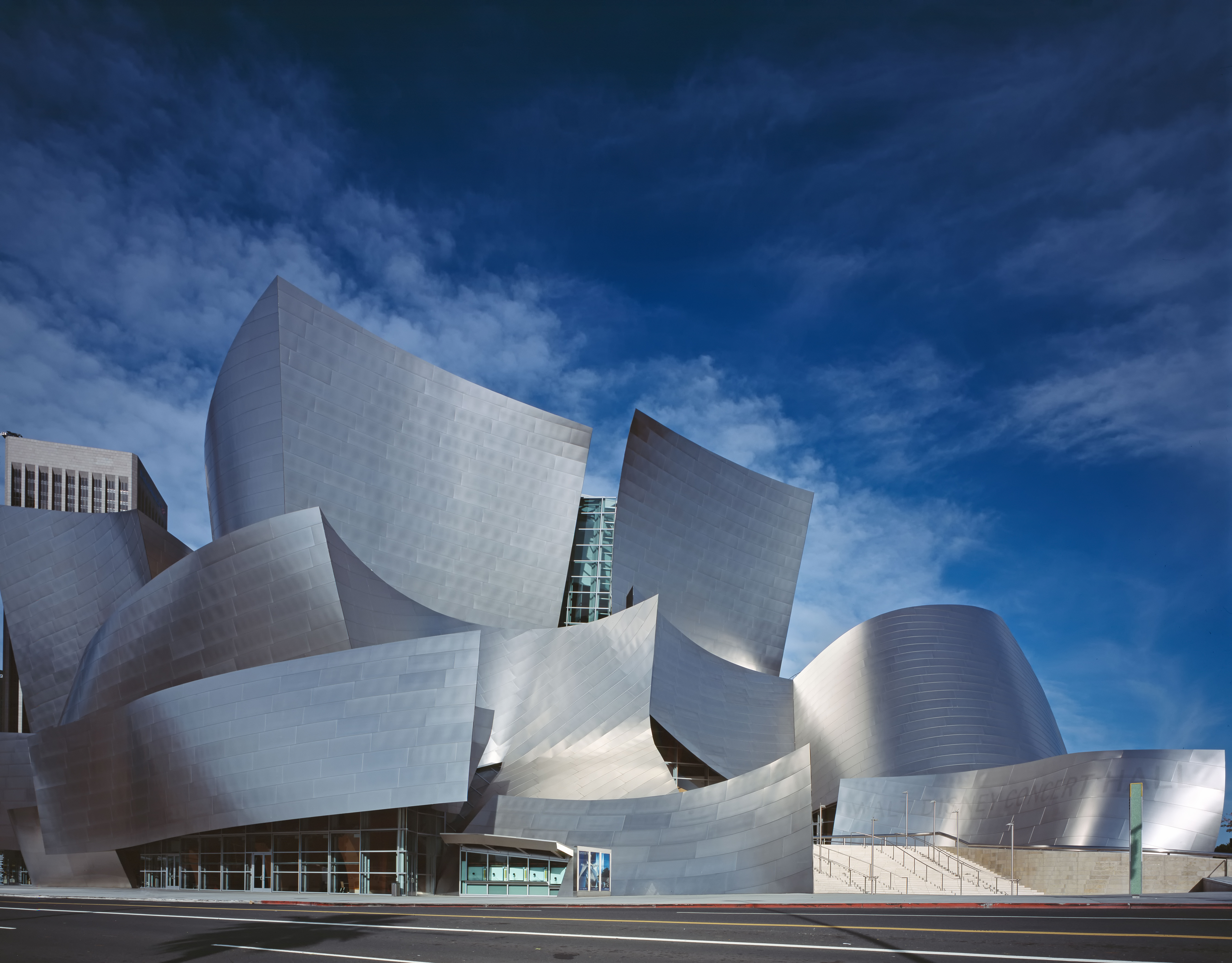
Le Walt Disney Concert Hall, l'un des symboles de la renaissance du centre de Los Angeles.

On assiste cependant depuis quelques années à une grande renaissance du centre de la ville. Dans les années 1970, on éleva des gratte-ciel dans ce quartier, qui se vidait dès la fermeture des bureaux. Au début du XXIe siècle, la municipalité décide de transformer le centre, en coopération avec des institutions privées. Les objectifs sont de diversifier les fonctions du centre, de revaloriser le patrimoine et de créer des espaces publics. Il s'agit de développer les lieux consacrés au divertissement et à la culture, de former un arts district, d'attirer la population et les touristes, de renforcer l'importance de Los Angeles et de son centre par rapport à la vaste agglomération qui n'en a plus vraiment. L'ambition est de mettre en place un « vrai centre-ville pour Los Angeles »,.
Pour cela, de nombreux projets ont vu le jour, notamment sur l'axe de la Grand Avenue, achevé en 2009 et qui a coûté 1,8 milliard de dollars[réf. obsolète], que le maire veut transformer en Champs-Élysées de la côte ouest. Un programme de restauration a vu le jour pour Broadway (vieux cinémas de l'entre-deux-guerres) et pour de nouveaux lofts sur Spring Street. La bibliothèque centrale, érigée dans les années 1920 en style Art déco a été réhabilitée. 

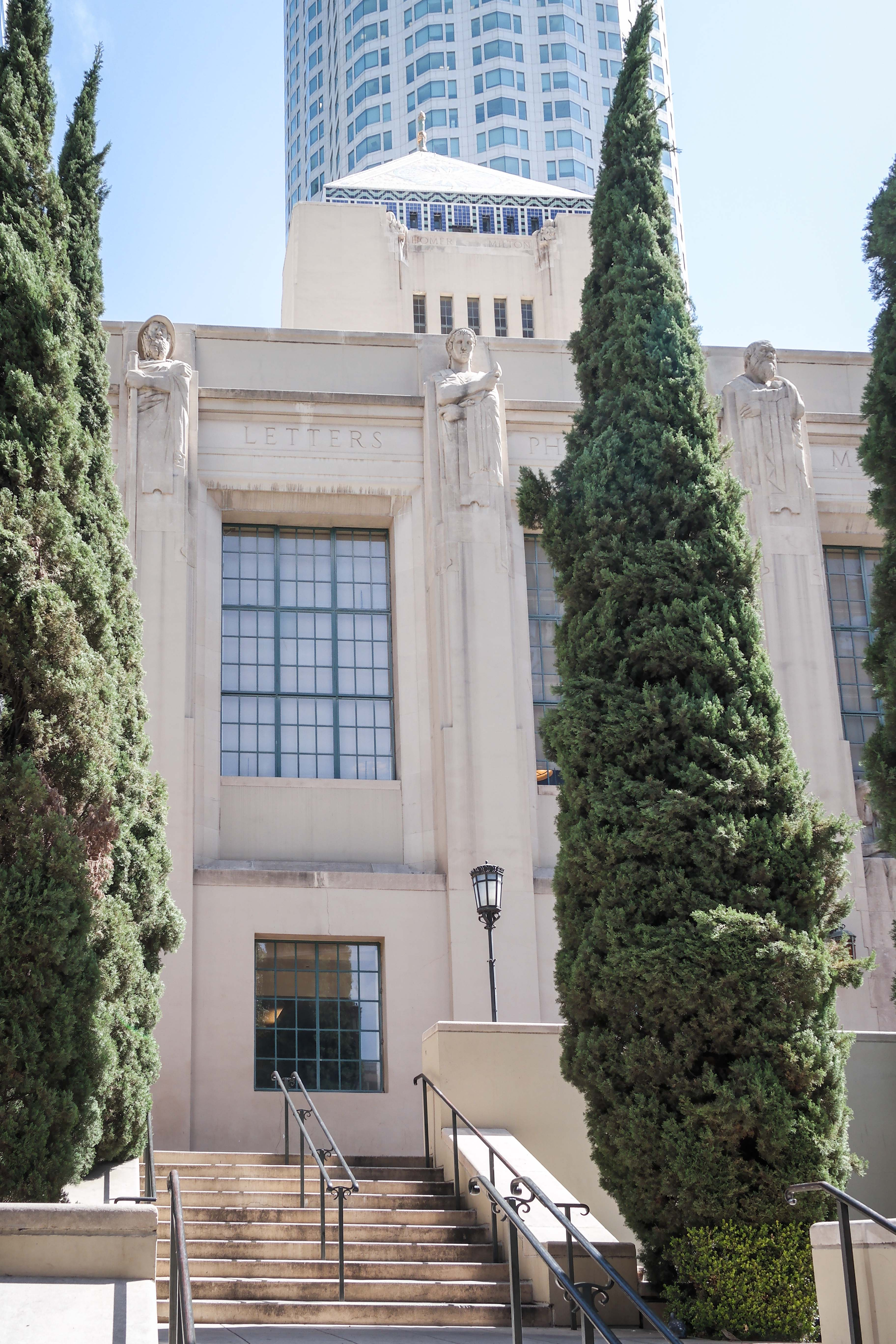
La bibliothèque centrale

De nouveaux bâtiments sont sortis de terre : le Walt Disney Concert Hall signé Frank Gehry (2003), le building de la MTA, la cathédrale Notre-Dame des anges conçue par Rafael Moneo (2002). La concentration d'institutions culturelles (musée d'Art contemporain de Los Angeles, la Colburn School of Performing Arts) doivent redonner de l'intérêt pour le centre. Les résultats de cette politique de reconquête du centre sont regardés avec attention par les urbanistes du monde entier : beaucoup d'Angelins choisissent de revenir vivre dans le centre de la ville où plus de 10 000 lotissements sont actuellement en construction.
La redensification urbaine et la création de nouveaux parcs vont donc changer le visage de la ville d'ici quelques années. Ce phénomène nouveau, qui remet en cause les représentations de la population (encore majoritairement attachée au modèle de la maison-jardin et à la faible densité), n'est encore qu'à ses débuts ; et, s'il entraîne la gentrification de certains secteurs, tels que Grand Avenue (en), il ne remédie pas forcément au problème des ghettos. Ainsi l'urbanisme angelin hésite-t-il, en ce début de XXIe siècle, entre deux tendances — la création d'une centralité à travers un véritable espace public et la poursuite de son modèle ancien de valorisation de l'espace privé — tout en penchant plutôt vers la première.

### Problèmes environnementaux

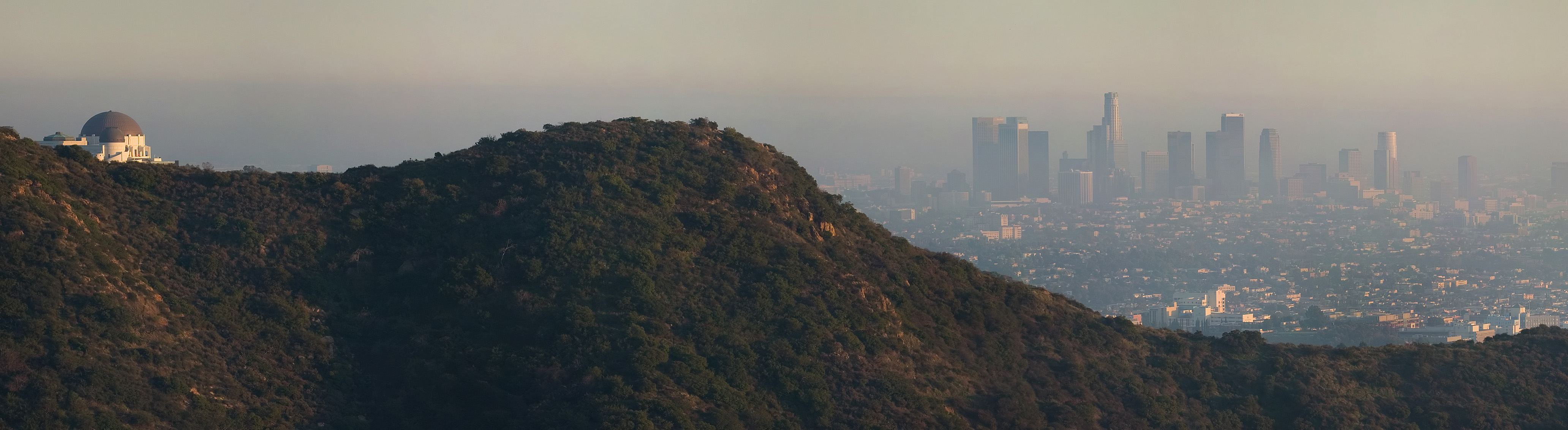
Downtown Los Angeles vue de l'observatoire Griffith sur fond de smog.

En raison de l'étalement urbain, des trop faibles densités de l'agglomération, de sa situation limitrophe de hautes montagnes et de l'utilisation extensive de la voiture, Los Angeles subit une importante pollution de l'air. Le smog, qui y est particulièrement intense, est un nuage de pollution provoqué par les gaz d'échappement et les rejets industriels. Il est occasionné par un phénomène météorologique appelé inversion thermique. Elle se produit lorsqu'une couche d'air froid se glisse sous une strate d'air plus chaud. Ces inversions se produisent fréquemment au large de Los Angeles avec l'influence océanique. Dès qu'un certain seuil est dépassé, un avis d'alerte est lancé par les autorités de la ville ; les déplacements en voiture y sont alors limités au strict nécessaire, et les usines doivent cesser de brûler des hydrocarbures. La mauvaise qualité de l'air a occupé les autorités depuis la fin des années 1940, date à laquelle le comté a créé une agence publique chargée de ce problème. Actuellement, de nouvelles mesures sont à l'étude pour améliorer la qualité de l'air dans les années à venir. Le lancement, le 20 novembre 2006, par les ports de Los Angeles et de Long Beach, d'un plan visant à réduire la pollution de l'air d'au moins 45 % en cinq ans dans la baie de San Pedro et au niveau de tous les transports et équipements, montre que la lutte contre la pollution est une priorité,.
En outre, la municipalité encourage le développement des transports en commun (qui sont moins utilisés qu'à San Francisco ou New York) ainsi qu'un système de covoiturage, mais ces mesures n'atteignent pas le succès escompté. Un réseau de pistes cyclables a été développé ainsi qu'un réseau de lignes de bus express, pour tenter de proposer une alternative à l'automobile.
Le maire de Los Angeles a signé l'U.S. Mayors Climate Protection Agreement (en) (« accord des maires des États-Unis sur la protection du climat »), visant à atteindre ou à dépasser les objectifs de réduction de gaz à effet de serre (GES) fixé par le protocole de Kyoto. Los Angeles possède déjà 215 km de pistes cyclables et 122 km de bandes cyclables. À Los Angeles, des mesures fiscales encouragent les entreprises et les particuliers à installer des panneaux solaires qui, depuis 1999, représentent une capacité totale de 16 mégawatts. 10 % de l'énergie consommée dans la ville est déjà d'origine renouvelable : l'objectif de la cité des anges était d'atteindre 40 % en 2020. Le programme Trees for a Green LA (en) encourage les habitants à planter des arbres pour réduire le smog et améliorer le cadre de vie. Antonio Villaraigosa a annoncé qu'il fera planter un million d'arbres dans sa ville et qu'il encouragera les carburants « propres » avant la fin de son mandat. Los Angeles a un taux de recyclage de 65 %. En février 2009, le maire a annoncé que la municipalité remplacera 140 000 ampoules des lampadaires et feux de signalisation par des diodes électroluminescentes.

### Risques du cadre physique

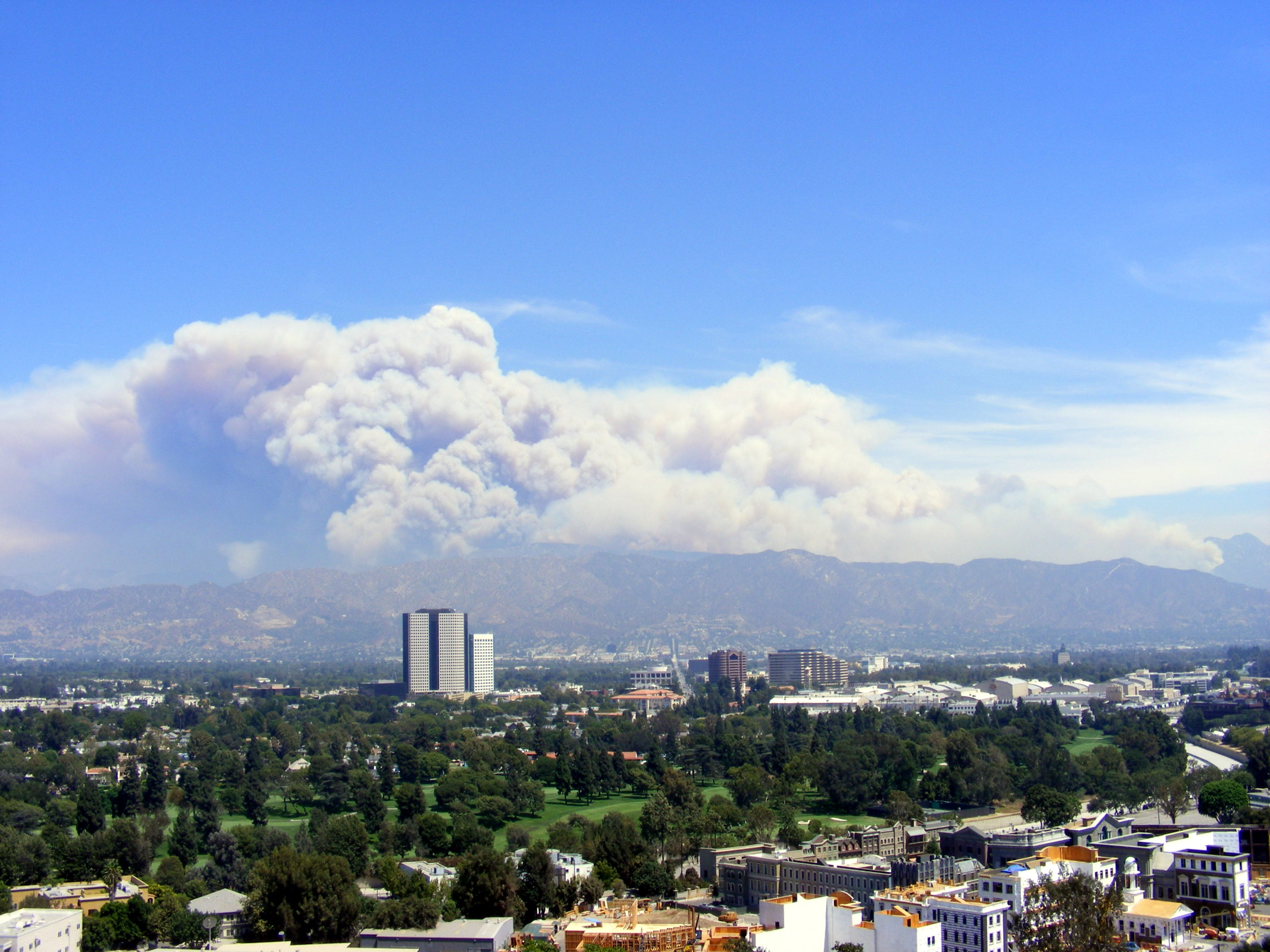
Le Station Fire en août 2009.

La ville est située sur la faille de San Andreas et le risque de séisme y est très élevé. Le tremblement de terre majeur le plus récent est celui de Northridge en 1994 dont l'épicentre se situait dans la vallée de San Fernando. Les dommages qu'il a causés ont coûté plus de 25 milliards de dollars. D'autres tremblements de terre importants ont affecté l'agglomération : celui de Whittier Narrows en 1987 qui s'est produit dans la vallée de San Gabriel ou encore ceux de Sylmar en 1971 et de Long Beach en 1933. Néanmoins, la plupart des nombreux séismes qui ont lieu dans la région sont mineurs, les habitants en perçoivent souvent un ou deux par an, sans que des dégâts soient occasionnés ; beaucoup d'autres séismes ne sont relevés que par les sismographes. De nombreux spécialistes, notamment l'Institut de géophysique américain (USGS), attendent un séisme majeur dans l'avenir. The Big One est le terme employé par les Californiens pour désigner cette catastrophe éventuelle.
En outre, Los Angeles est régulièrement menacée par des incendies (par exemple, en novembre 1961, en août-septembre 2009), et en janvier 2025 qui touchent surtout les quartiers périphériques riches les plus récents, construits sur les pentes des collines, au contact avec la végétation naturelle. En janvier 2025 a lieu l'incendie le plus dévastateur de l'histoire de la ville et du comté. 
Enfin, la ville, malgré le faible volume de précipitations, n'est pas à l'abri d'inondations, qui, à l'instar de celles de 1938 et de 1969, peuvent se révéler catastrophiques. Afin de limiter le risque, plusieurs bassins ont été construits, et la Los Angeles River a été bétonnée sur presque toute sa longueur.

## Histoire

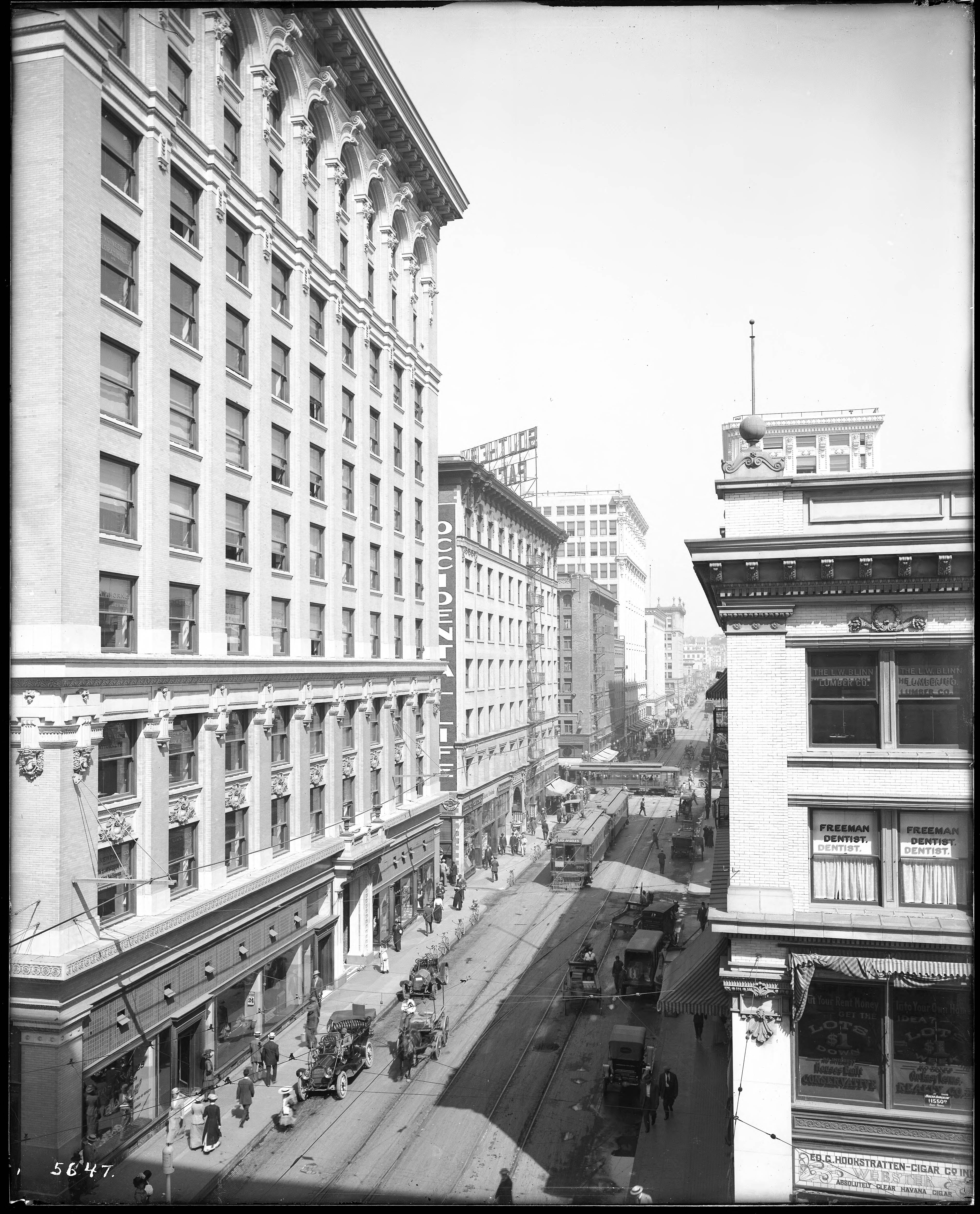
La 6e rue en 1900.

Après avoir été habitée pendant un millier d'années par les tribus amérindiennes Tongvas et Chumash, la baie de Los Angeles est repérée en 1542 par l'explorateur João Rodrigues Cabrilho. Ce sont deux missions espagnoles venues du sud qui s'y implantent en 1771 et 1797. Los Angeles est fondée en 1781 en tant que pueblo (village) ; elle compte alors quarante personnes (douze familles). La Californie est annexée en 1822 par le Mexique, devenu indépendant de l'Espagne, et, quelques années après, des concessions sont offertes par le gouverneur. En 1848, la région passe sous le contrôle des États-Unis, à la suite de leur victoire dans la guerre contre le Mexique. C'est en 1850 que la ville devient la capitale du comté du même nom. La petite commune n'est alors qu'une simple bourgade de l'Ouest américain, avec ses saloons, ses salles de jeux et ses routes encore en terre.
Les Américains colonisent la région et transforment profondément la bourgade qui devient une véritable ville. Pendant la ruée vers l'or dans le nord de la Californie, Los Angeles devient la « reine des comtés de vaches » pour son rôle dans l'approvisionnement en bœuf et autres denrées alimentaires destinées aux mineurs du nord. Parmi les comtés de vaches, le comté de Los Angeles possède les plus grands troupeaux de l'État, suivi de près par les comtés de Santa Barbara et de Monterey.
Le 24 octobre 1871, des immeubles du quartier chinois sont pillés et 20 de leurs habitants sont abattus par balles ou pendus.
Le chemin de fer arrive en 1876 et la liaison directe avec la côte Est est réalisée en 1885. La culture des agrumes, en particulier des oranges, fonde la renommée de la cité jusqu'à New York. Elle passe alors de 2 300 habitants en 1860 à plus de 50 000 en 1890 et atteint les 100 000 habitants en 1900. La découverte de gisements de pétrole au début du XXe siècle provoque un nouvel afflux de population. La ville s'agrandit rapidement en annexant les municipalités voisines. L'industrie aéronautique y prend son essor à la même époque grâce à Lockheed et Douglas, tandis que le cinéma se transforme en véritable industrie, avec comme épicentre le quartier d'Hollywood. Après la Seconde Guerre mondiale, l'étalement urbain gagne la vallée de San Fernando. À partir des années 1950, l'économie de la ville connaît un important déclin à la suite de la délocalisation de nombreuses de ses industries. Beaucoup d'entre elles (secteurs agricole, agroalimentaire, automobile, etc.) se sont déplacées dans les comtés et les États voisins car les salaires y sont plus bas.
Le sud de la ville est touché par des émeutes du 11 au 17 août 1965 en réaction aux violences policières et aux inégalités raciales. Le bilan est de 34 morts, plus de 1 000 blessés et près de 4 000 arrestations. En 1992, Los Angeles est secouée par de sanglantes émeutes déclenchées par l'affaire Rodney King, qui voit un automobiliste noir être agressé par quatre policiers blancs du Los Angeles Police Department (LAPD). Cette bavure majeure est filmée par un riverain, ce qui provoque la tenue d'un procès sous haute pression et très médiatisé, procès qui s'est déroulé à Simi Valley, ville située au nord-ouest de L.A. L'acquittement des policiers prononcé par un jury à majorité blanche soulève une vague de colère dans le quartier populaire et pauvre de South Central. Six jours d'affrontements inter-raciaux aboutissent à l'intervention de la Garde nationale. Le bilan officiel des violences avance le chiffre de 55 morts et plus de 2 000 blessés. Les forces de l'ordre ont procédé à plus de 10 000 interpellations, et les incendies et les pillages ont été estimés à un milliard de dollars de 1992, pour des affrontements tels que les États-Unis n'en avaient plus connu depuis les années 1960. Quelques années plus tard, en 1994, la ville subit un important tremblement de terre à Northridge et voit plusieurs tentatives de sécession de certaines de ses régions, comme la vallée de San Fernando et Hollywood en 2002, sans succès. En janvier 2025, des incendies se déclarent à nouveau, après des feux en 1961 et 2009, touchant notamment le quartier de Pacific Palisades, la vallée de San Fernando et Altadena, alimentés par des vents violents combinés à une sécheresse.

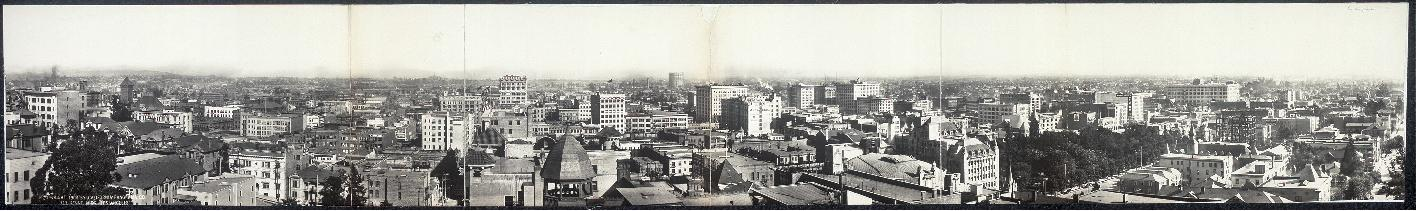
Vue panoramique de Los Angeles en 1908.

## Politique et administration

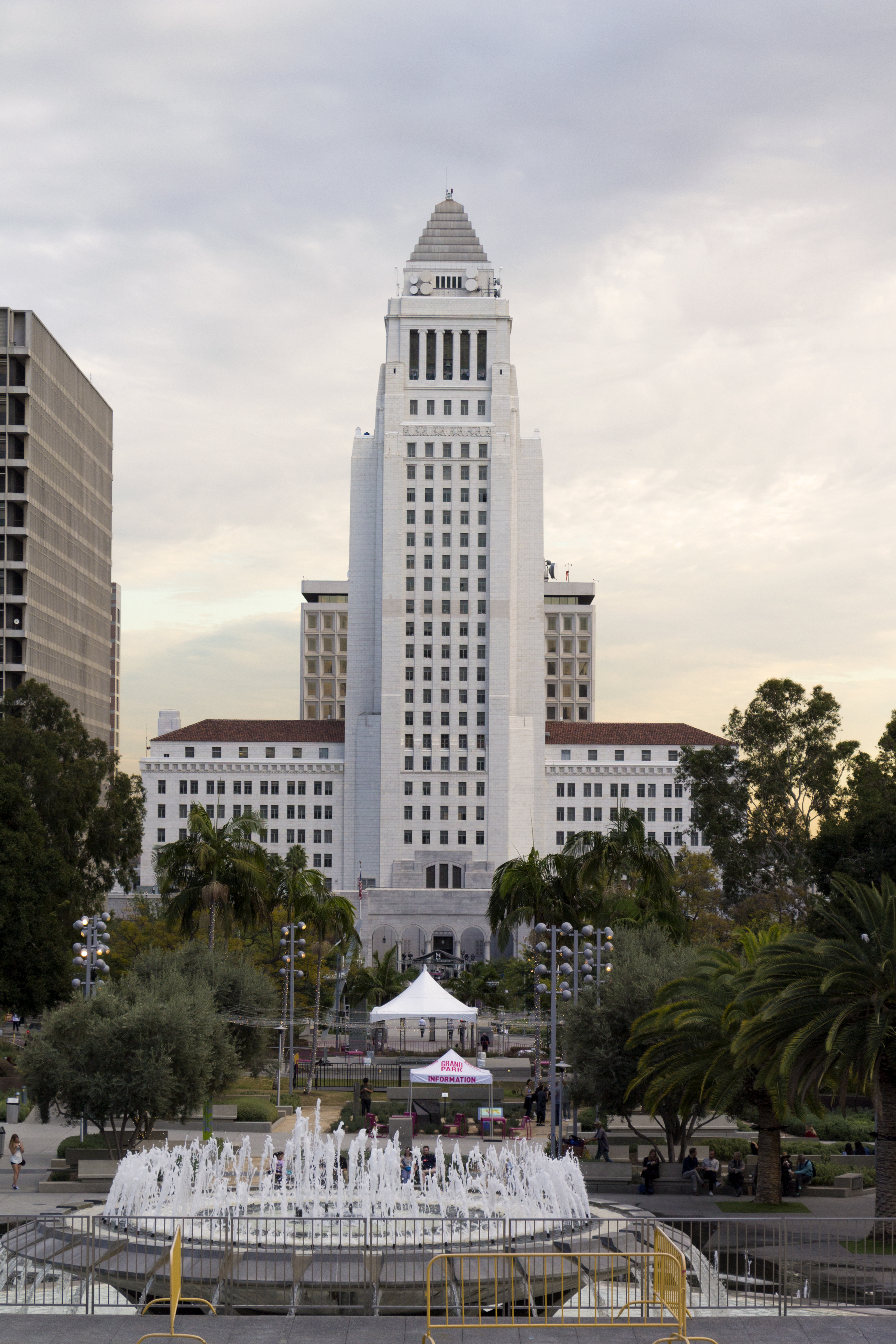
L'hôtel de ville de Los Angeles depuis 1928.

La ville a un système de « maire fort ». La maire actuelle est Karen Bass qui a succédé en décembre 2022 à Eric Garcetti. Le maire gouverne avec le conseil municipal de Los Angeles, lui-même dirigé par un président élu par le conseil. En 2001, Alex Padilla a été le premier hispanique élu à ce poste. Il y a 15 services municipaux (departments) dans le conseil municipal. Les autres officiels élus sont la procureure de la ville, Hydee Feldstein Soto, qui poursuit les délits mineurs commis à l'intérieur de la ville, et le city controller, Kenneth Mejia, tous deux en fonction depuis décembre 2022. Le district attorney, élu par les électeurs du comté, poursuit les crimes majeurs.
Pour rendre le gouvernement municipal plus attentif aux attentes des citoyens et pour améliorer la gestion des différents quartiers, le conseil municipal a institué des conseils de voisinage. Ces conseils consultatifs, proposés pour la première fois par le conseiller Joel Wachs en 1996, ont été délimités dans la Charter Reform de 1999. Le territoire géré par chaque conseil n'est pas forcément identique à celui du quartier tel qu'il est traditionnellement perçu par la population. Plus de 90 conseils ont ainsi été formés et chaque habitant peut voter pour la composition du conseil de son quartier. Bien qu'ils n'aient en réalité que peu de pouvoir, ils ont déjà fait pression sur le conseil municipal lors d'affaires importantes, par exemple, lors de leur opposition à un projet, dirigé par la ville, consistant à augmenter le prix de l'eau.
Sur le plan judiciaire, la Los Angeles County Superior Court a juridiction sur les procès sérieux (« felonies ») répondant à la loi de l'État, tandis que la cour de district des États-Unis pour le district central de Californie s'occupe de tous les procès fédéraux. Les deux institutions occupent plusieurs vastes bâtiments situés dans le quartier Civic Center du centre-ville. Toute la ville de Los Angeles et ses plus importantes banlieues étant situées dans le même comté, la cour supérieure du comté et la cour fédérale de district sont toutes les deux les plus importantes des États-Unis.
Le Grand Los Angeles regroupe un peu plus du tiers des membres de l'Assemblée de l'État de Californie, qui ont tendance à travailler en partie depuis leurs districts d'origine. Depuis le début des années 1990, Los Angeles apparaît de plus en plus comme la « vraie capitale » de l'État.

### Tendances politiques
Los Angeles est une ville californienne plus conservatrice que sa rivale du nord San Francisco, mais plus libérale que San Diego, sa voisine du sud. Les élections municipales étant non partisanes en Californie, les candidats ne sont donc pas élus en fonction de leur étiquette politique, mais en fonction de leur charisme ou de leur capacité à constituer une coalition autour d'eux-mêmes, même si la tendance politique de chaque candidat n'est pas anodine. En 1973, les Angelenos choisissent leur premier maire noir, le démocrate Tom Bradley, réélu à cinq reprises. En 1993, c'est le républicain Richard Riordan qui prend les rênes de la municipalité pour deux mandats. En 2001, non rééligible, Riordan laisse la place à James Hahn, un démocrate. En mai 2005, les habitants de Los Angeles élisent leur premier maire hispanique depuis 1872. Soutenu par une vaste coalition englobant Juifs, Noirs, Hispaniques, Richard Riordan ou Barbara Boxer, le démocrate Antonio Villaraigosa est élu avec 59 % des voix contre 41 % au maire sortant. L'élection de Villaraigosa est la première grande consécration du poids politique des hispaniques dans l'État, d'autant plus qu'ils représentent 46 % des habitants de Los Angeles. Ce dernier s'est engagé dans une politique de protection de l'environnement et de lutte contre les gaz à effet de serre : il a par exemple annoncé en 2006 qu'il fera planter un million d'arbres à Los Angeles et qu'il encouragera les carburants « propres » avant la fin de son mandat. Après les deux mandats d'Eric Garcetti (2013-2022), Karen Bass devient la première femme élue maire de la ville en novembre 2022.

### Jumelages

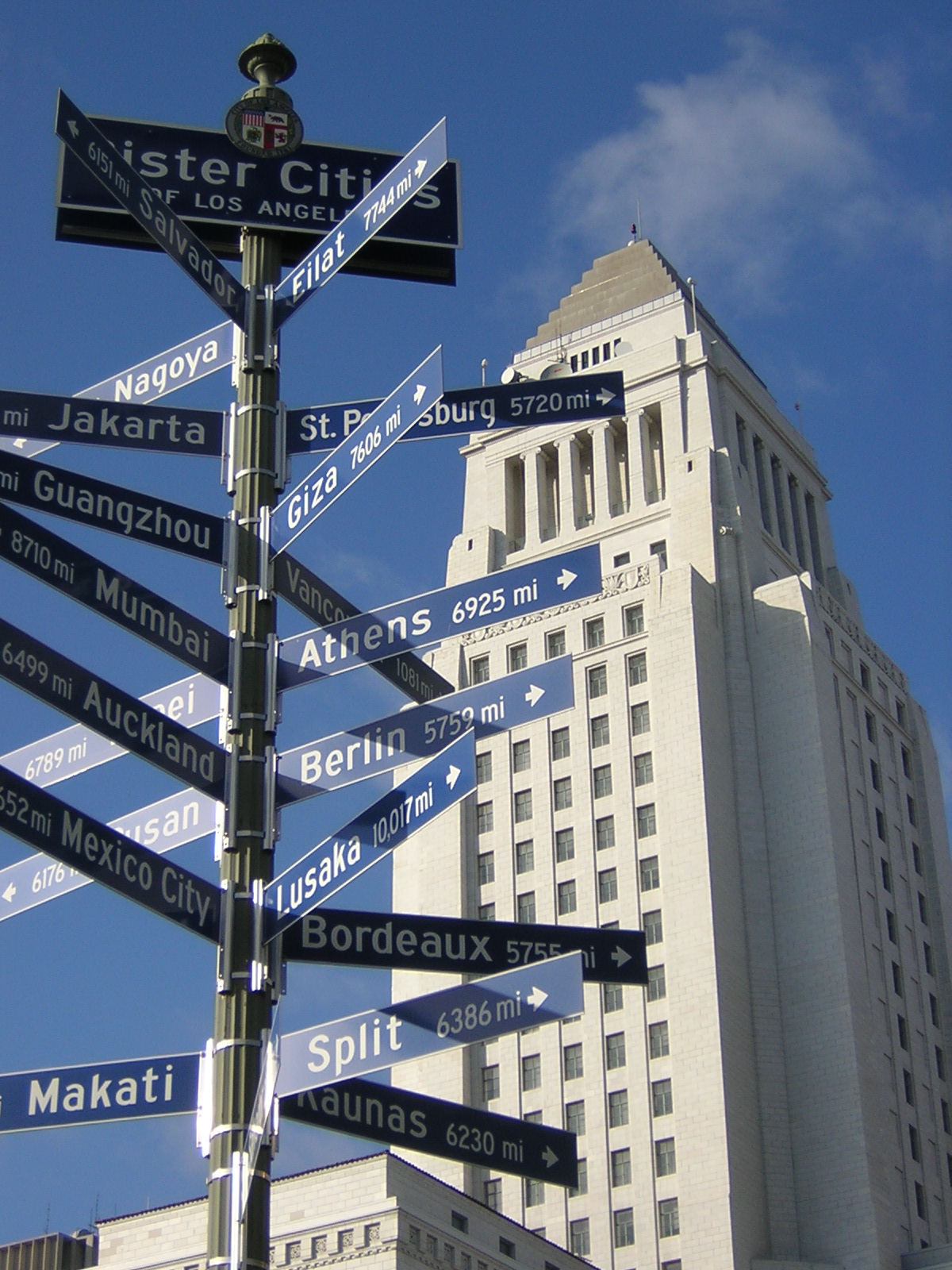
Direction et distance en miles de ces villes par rapport à l'hôtel de ville de Los Angeles.

Los Angeles est jumelée avec 25 villes :
- Athènes (Grèce) depuis le 10 février 1984
- Auckland (Nouvelle-Zélande) depuis 1971
- Berlin (Allemagne) depuis le 27 juin 1967
- Beyrouth (Liban) depuis le 20 juin 2006
- Bombay (Inde) depuis le 1er juin 1972
- Bordeaux (France) depuis le 26 mai 1964
- Pusan (Corée du Sud) depuis le 5 avril 1971
- Canton (Chine) depuis le 6 décembre 1981
- Eilat (Israël) depuis le 18 juin 1959
- Erevan (Arménie) depuis le 23 février 2007
- Gizeh (Égypte) depuis le 21 novembre 1989
- Ischia (Italie) depuis le 8 novembre 2006
- Jakarta (Indonésie) depuis le 28 décembre 1990
- Kaunas (Lituanie) depuis le 20 juin 1991
- Lusaka (Zambie) depuis le 7 mai 1968
- Makati (Philippines) depuis le 28 janvier 1992
- Mexico (Mexique) depuis le 11 décembre 1969
- Nagoya (Japon) depuis le 31 mars 1959
- Saint-Pétersbourg (Russie) depuis le 8 décembre 1989
- Salvador (Brésil) depuis le 26 avril 1962
- San Salvador (Salvador) depuis le 26 janvier 2005
- Split (Croatie) depuis le 9 juin 1993
- Taipei (Taïwan) depuis le 18 mai 1979
- Téhéran (Iran) depuis le 26 mai 1972
- Vancouver (Canada) depuis le 23 juin 1986

Elle a par ailleurs conclu des partenariats avec trois autres villes :
- Łódź (Pologne)[67] ;
- Londres (Angleterre) depuis 2009[68] ;
- Manchester (Angleterre) depuis 2009[69].

## Population et société

### Démographie
Plus de 140 nationalités sont représentées à Los Angeles, où l'on parle au moins 224 langues : c'est l'un des principaux foyers d'immigration aux États-Unis (gateway city). Les populations hispaniques et asiatiques y croissent particulièrement rapidement : en 1970, on pouvait recenser 18,4 % de latinos, contre 40 % en 1990. Certains Hispaniques parlent souvent le spanglish ou l'espagnol dans leurs quartiers (les barrios) ; la communauté asiatique est la seconde plus importante aux États-Unis et celle des Japonais aussi. Les Persans de Los Angeles sont la communauté la plus grande de la ville : les Irano-américains de Californie se concentrent dans le quartier de Westwood et dans la ville de Beverly Hills. Des centaines de milliers d'Iraniens sont arrivés dans cette région à partir de 1979. Aujourd'hui, le bassin de Los Angeles abrite la plus importante concentration d'Iraniens hors d'Iran, si bien que l'on parle de « Tehrangeles ». La ville accueille les plus grandes populations d'Arméniens, Iraniens, Cambodgiens, Philippins, Guatémaltèques, Israéliens, Coréens, Mexicains et Hongrois en dehors de leurs pays respectifs.
Estimation de la population des dix villes de Californie les plus peuplées (2015)
| 1850  | 1860  | 1870  | 1880   | 1890   | 1900    |
| ----- | ----- | ----- | ------ | ------ | ------- |
| 1 610 | 4 385 | 5 728 | 11 183 | 50 395 | 102 479 |

| 1910    | 1920    | 1930      | 1940      | 1950      | 1960      |
| ------- | ------- | --------- | --------- | --------- | --------- |
| 319 198 | 576 673 | 1 238 048 | 1 504 277 | 1 970 358 | 2 479 015 |

| 1970      | 1980      | 1990      | 2000      | 2010      | 2020      |
| --------- | --------- | --------- | --------- | --------- | --------- |
| 2 811 801 | 2 968 528 | 3 485 398 | 3 694 820 | 3 792 621 | 3 898 747 |

#### Recensement de 2000
| Groupe                           | Los Angeles | Californie | États-Unis |
| -------------------------------- | ----------- | ---------- | ---------- |
| Euro-Américains                  | 46,9 %      | 59,6 %     | 75,1 %     |
| Autres                           | 25,7 %      | 16,8 %     | 5,8 %      |
| Afro-Américains                  | 11,2 %      | 6,7 %      | 12,3 %     |
| Asio-Américains                  | 10,0 %      | 10,9 %     | 3,6 %      |
| Métis                            | 5,2 %       | 4,8 %      | 2,4 %      |
| Amérindiens                      | 0,8 %       | 1 %        | 0,7 %      |
| Océano-Américains                | 0,2 %       | 0,4 %      | 0,1 %      |
| Total                            | 100 %       | 100 %      | 100 %      |
| Hispaniques et Latino-Américains | 46,9 %      | 32,4 %     | 12,5 %     |

Entrée du quartier de Chinatown située dans le centre de Los Angeles.

Au recensement de 2000, il y avait 3 694 820 habitants et 798 407 familles dans la ville. La densité de population était de 7 876,8 hab./km2. Ce chiffre peut sembler faible par rapport aux densités des métropoles européennes ou même américaines. Mais il s'agit d'une moyenne qui cache des disparités de peuplement importantes entre les zones peu habitées comme les monts Santa Monica et les secteurs très urbanisés situés plus au sud. Certains quartiers seraient à la deuxième place après New York pour ce qui est de la densité, s'ils étaient indépendants de la ville de Los Angeles.

Pyramide des âges de la ville de Los Angeles en 2000.

En 2000, 26 % de la population avait moins de 18 ans, 11,1 % avait de 18 à 24 ans, 34,1 % de 25 à 44 ans, 18,6 % de 45 à 64 ans, et 9,7 % de personnes âgées de plus de 65 ans. L'âge moyen était de 32 ans.
Comme les autres métropoles américaines, les contrastes de richesse sont fortement marqués à Los Angeles. Certains des quartiers les plus riches comme ceux de Bel Air et Hollywood jouxtent les zones noires et hispaniques qui sont souvent des poches d'indigence. 30,3 % des personnes ayant moins de 18 ans et 12,6 % de ceux âgés de 65 ans ou plus étaient en situation de pauvreté au début du XXIe siècle.
Concernant les origines des habitants, le recensement de 2000 montre que : sur 2 812 114 personnes nées aux États-Unis dans la ville, 1 485 576 sont nées en Californie, 663 746 viennent d'un autre État de l'Union, et 31 792 sont nées dans un territoire comme Porto Rico, Guam… Sur les 1 512 720 habitants nés à l'étranger, 100 252 viennent d'Europe, 376 767 d'Asie, 20 730 d'Afrique, 4 104 d'Océanie, 996 996 d'Amérique latine et 13 859 des autres pays d'Amérique du Nord. Los Angeles continue d'attirer de nombreux migrants. Los Angeles est une ville multiethnique. En comparaison avec les autres cités californiennes, elle compte une proportion plus importante d'Hispaniques, qui sont aujourd'hui majoritaires dans le comté de Los Angeles. La part des Noirs est relativement élevée, par rapport au niveau de l'État, mais comparable à celui observé au niveau national. La ville de San Francisco compte davantage d'Asio-Américains dans sa population totale (30,7 %).

#### Recensements de 2010 et 2020
| Groupe                           | Los Angeles | Californie | États-Unis |
| -------------------------------- | ----------- | ---------- | ---------- |
| Euro-Américains                  | 49,8 %      | 57,6 %     | 72,4 %     |
| Autres                           | 0,3 %       | 17,0 %     | 6,2 %      |
| Afro-Américains                  | 9,2 %       | 6,2 %      | 12,6 %     |
| Asio-Américains                  | 11,7 %      | 13,1 %     | 4,8 %      |
| Métis                            | 4,7 %       | 4,9 %      | 2,9 %      |
| Amérindiens                      | 0,8 %       | 1,0 %      | 0,9 %      |
| Océano-Américains                | 0,2 %       | 0,4 %      | 0,2 %      |
| Total                            | 100 %       | 100 %      | 100 %      |
| Hispaniques et Latino-Américains | 48,5 %      | 37,6 %     | 16,7 %     |

| Profil démographique              | 2010   | 2020   |
| --------------------------------- | ------ | ------ |
| Euro-Américains                   | 49,8 % | 48,9 % |
| —Blancs non hispaniques           | 28,7 % | 28,5 % |
| —Hispaniques et Latino-Américains | 48,5 % | 48,1 % |
| Afro-Américains                   | 9,2 %  | 8,8 %  |
| Asio-Américains                   | 11,7 % | 11,8 % |
| Autres                            | 0,3 %  | 0,7 %  |

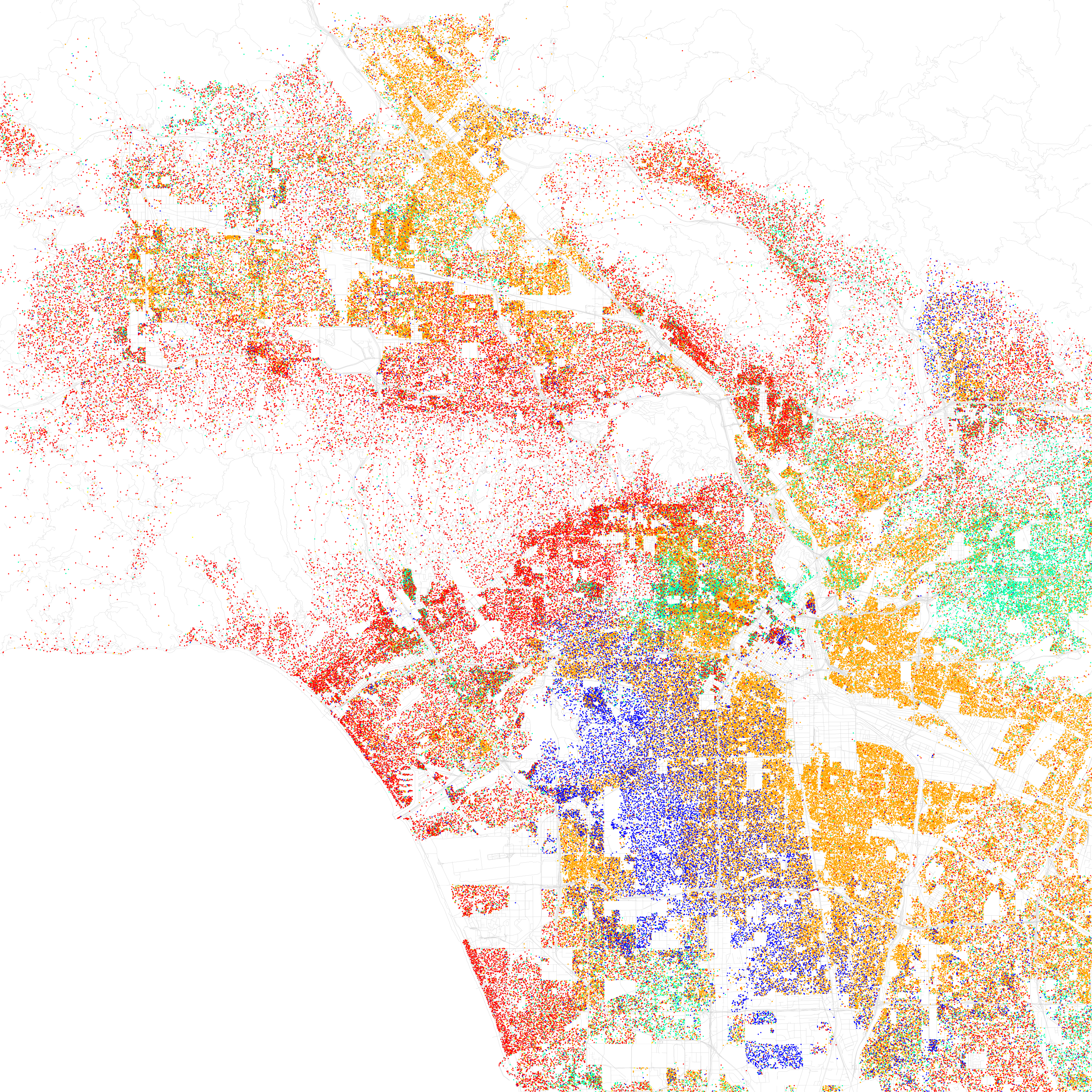
Distribution des groupes ethniques en 2010, chaque point représentant 25 personnes : ', ', ' et '.

D'après le recensement de 2020, 5,9 % des Angelins avaient moins de 5 ans, 20,7 % moins de 18 ans, 12,4 % plus de 65 ans. La répartition ethnique est la suivante : 52,1 % se déclarent « blancs », 48,5 % « hispaniques ou latinos », 11,6 % « asiatiques », 8,9 % « noirs », 3,8 % métis. 36,9 % des habitants sont nés à l'étranger et 58,9 % des personnes parlent une autre langue que l'anglais à la maison. Le taux de pauvreté est de 18 %.

### Sans-abri
Les personnes sans-abri atteignent le nombre record de 55 000 dans le comté de Los Angeles en 2017 et 59 000 en 2018 (36 000 intramuros),. L'augmentation des loyers et le manque de lois protégeant les locataires contre les propriétaires sont des facteurs importants de l'augmentation du nombre de sans-abri à Los Angeles.

### Enseignement

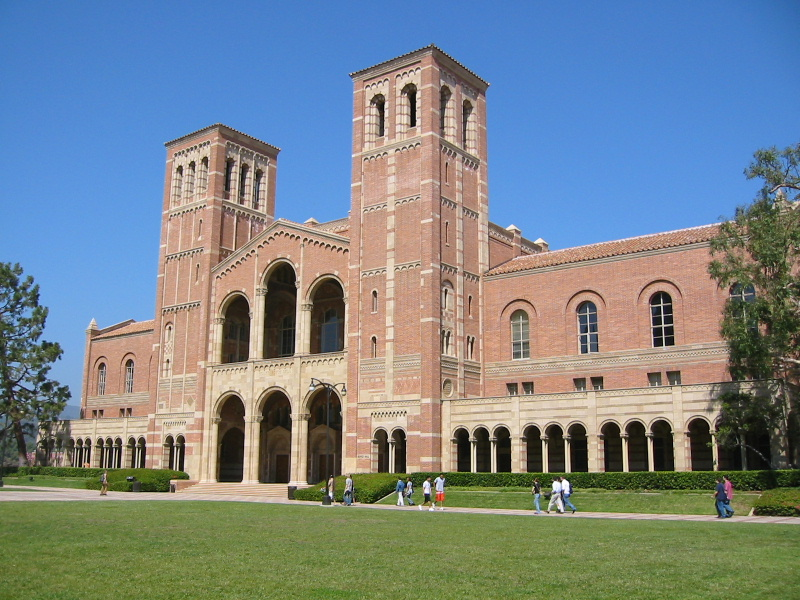
L'auditorium Royce Hall à l'UCLA.

Les écoles de la ville sont gérées par le Los Angeles Unified School District (LAUSD), le deuxième système des États-Unis pour ce qui est du nombre d'élèves (plus de 720 000 en 2006). Avec le vote de la Proposition 13 en 1978 dans l'État, les districts scolaires urbains assistèrent à une diminution de leurs moyens, et le LAUSD souffrit particulièrement pendant plusieurs années de sous-financement, de surpopulation des classes et de mauvaise maintenance des locaux. Les parents riches préféraient souvent envoyer leurs enfants dans les écoles privées, ceux des classes moyennes quelquefois déménageaient en banlieue pour faire entrer leurs enfants dans d'autres districts. Depuis, la situation s'est considérablement améliorée puisque le LAUSD s'est lancé dans un programme de construction de nouvelles écoles dans le but d'accueillir tous les élèves dans de meilleures conditions.[réf. nécessaire] Il existe aussi deux lycées français réputés dans la ville : le lycée international de Los Angeles, et le lycée français de Los Angeles.
Parmi les universités présentes dans la ville, on peut citer les prestigieuses université de Californie à Los Angeles (UCLA, publique) et université de Californie du Sud (USC, privée) qui sont considérées comme faisant partie des meilleures universités de la Côte Ouest et du monde. On peut aussi citer de nombreuses autres universités, comme l'université d'État de Californie à Los Angeles (CSULA, publique), l'université d'État de Californie à Northridge (CSUN, publique), la Loyola Marymount University (LMU) (privée), l'Occidental College (Oxy) (privée), la Southwestern University School of Law (privée) et la Southern California Institute of Architecture (SCI-Arc) (privée). En plus de ces universités, la ville contient un nombre élevé de community colleges. La région du Grand Los Angeles accueille d'autres universités de premier rang, comme le California Institute of Technology à Pasadena.

### Sports
La région de Los Angeles offre un environnement diversifié, favorable aux activités sportives et aux loisirs de plein air. Des milliers de kilomètres de pistes traversent la ville et ses environs, que l'on peut emprunter à pied, à vélo ou à cheval. Il est possible de pratiquer une grande variété d'activités dans le comté, dont le ski, l'escalade, le beach-volley et la planche à voile. Ces deux derniers sports ont d'ailleurs été inventés dans la région (même si leurs prédécesseurs ont été inventés par Duke Kahanamoku à Hawaï).
| Équipe                  | Sport                     | Fondée en | Ligue                                                        | Stade                           |
| ----------------------- | ------------------------- | --------- | ------------------------------------------------------------ | ------------------------------- |
| Dodgers de Los Angeles  | Baseball                  | 1884      | Ligue majeure de baseball : Ligue nationale                  | Dodger Stadium                  |
| Angels de Los Angeles   | Baseball                  | 1961      | Ligue majeure de baseball : Ligue américaine                 | Angel Stadium of Anaheim        |
| Rams de Los Angeles     | Football américain        | 1937      | National Football League : National Football Conference      | Los Angeles Memorial Coliseum   |
| Chargers de Los Angeles | Football américain        | 1959      | National Football League : American Football Conference      | Dignity Health Sports Park      |
| Lakers de Los Angeles   | Basket-ball               | 1946      | National Basketball Association : Conférence Ouest           | Crypto.com Arena                |
| Clippers de Los Angeles | Basket-ball               | 1970      | National Basketball Association : Conférence Ouest           | Intuit Dome                     |
| Kings de Los Angeles    | Hockey sur glace          | 1967      | Ligue nationale de hockey : Conférence Ouest                 | Crypto.com Arena                |
| Ducks d'Anaheim         | Hockey sur glace          | 1993      | Ligue nationale de hockey : Conférence Ouest                 | Honda Center                    |
| Trojans de l'USC        | Omnisports universitaires | 1880      | National Collegiate Athletic Association : Pac-12 Conference | LA Memorial Coliseum (football) |
| Bruins de l'UCLA        | Omnisports universitaires | 1919      | National Collegiate Athletic Association : Pac-12 Conference | Rose Bowl (football)            |
| Galaxy de Los Angeles   | Soccer                    | 1995      | Major League Soccer : Conférence Ouest                       | Dignity Health Sports Park      |
| Los Angeles FC          | Soccer                    | 2014      | Major League Soccer : Conférence Ouest                       | Banc of California Stadium      |
| Sparks de Los Angeles   | Basket-ball féminin       | 1997      | WNBA : Conférence Ouest                                      | Crypto.com Arena                |

Los Angeles reste célèbre pour la glorieuse époque du « showtime » des Lakers de Magic Johnson pendant les années 1980, mais aussi grâce à l'époque Shaquille O'Neal & Kobe Bryant. En outre, les Trojans de l'USC et les Bruins de l'UCLA figurent parmi les meilleures formations sportives universitaires américaines.
Los Angeles accueille les Jeux olympiques d'été de 1932 et ceux de 1984. Elle est candidate pour obtenir les Jeux d'été de 2016 mais le Comité olympique des États-Unis lui préfère la candidature de Chicago. Après le retrait de Boston de la course pour l'obtention des Jeux olympiques d'été de 2024, la candidature de Los Angeles est proposée. En concurrence avec la candidature de Paris, le Comité international olympique décide de désigner les deux villes hôtes des deux prochaines éditions des JO, 2024 et 2028, assurant ainsi à chacune d'organiser une édition afin de ne pas perdre une de ces candidatures jugées comme solides. Ainsi, en juillet 2017, Los Angeles décide de retirer sa candidature pour 2024 et de se concentrer sur 2028. Le 13 septembre 2017 lors de la 131e session du Comité international olympique à Lima, au Pérou, elle obtient l'organisation des Jeux olympiques d'été de 2028 tandis que Paris organisera ceux de 2024. Los Angeles sera la troisième ville après Londres et Paris à organiser à trois reprises les Jeux olympiques d'été.

### Criminalité

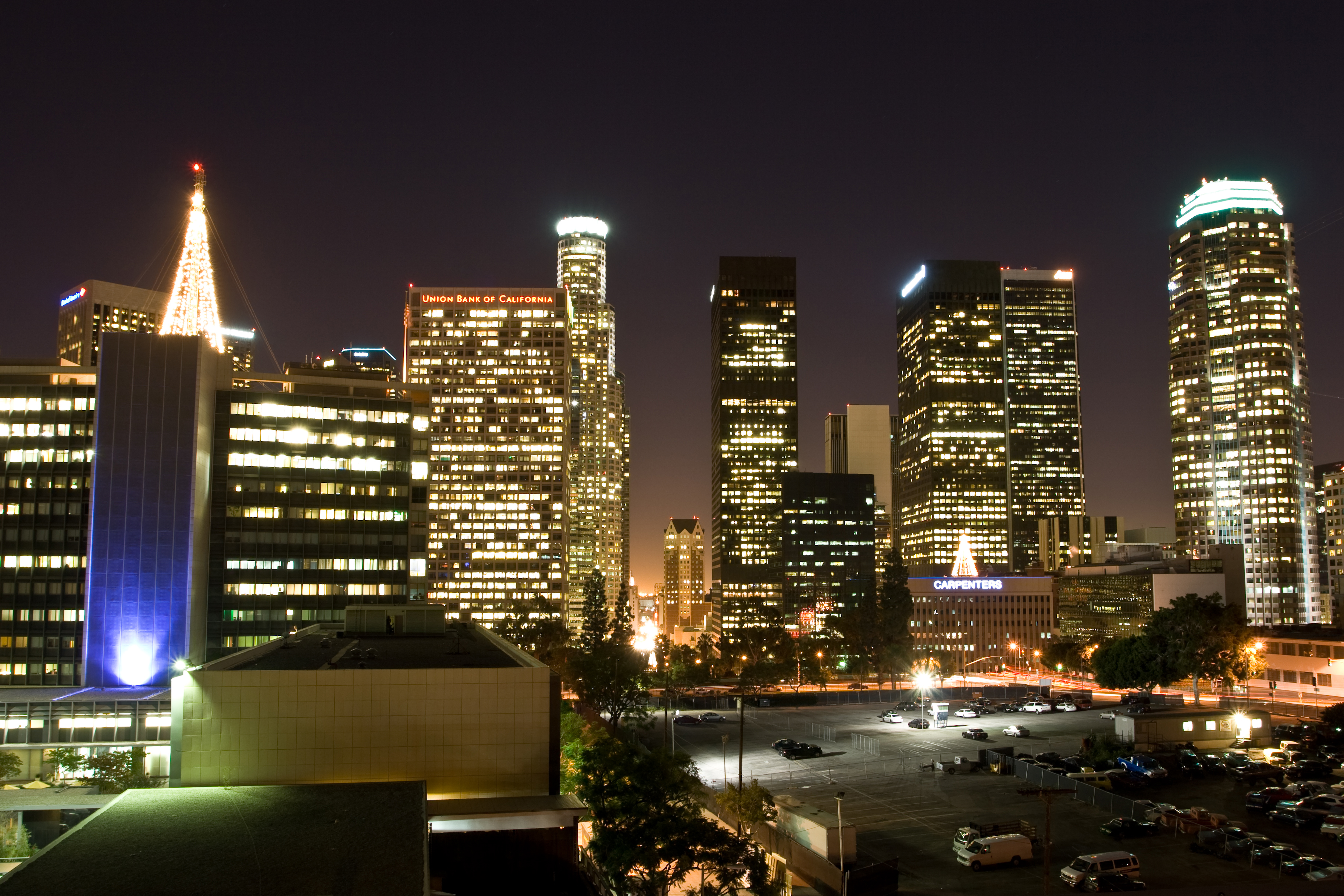
La criminalité n'épargne pas le quartier d'affaires.

Selon la Compstat Unit du Los Angeles Police Department (LAPD), chargée d'établir des statistiques sur la ville, Los Angeles a vu décliner de manière importante les actes de violence depuis le milieu des années 1990 notamment à la suite de la mise en place de nouvelles mesures de sécurité[réf. nécessaire] ; l'année 2005 a été un record à ce niveau, avec 43 231 actes de violence, dont 487 homicides. On peut comparer avec l'année 1992 durant laquelle 72 667 crimes et délits ont été recensés dont 1 096 homicides. La baisse de la criminalité violente s'est poursuivie en 2006.
Malgré les clichés négatifs (Los Angeles est appelée gangland), les statistiques montrent que, en comparaison avec d'autres grandes villes, Los Angeles se porte relativement bien : elle a un indice de criminalité inférieur à celui de Chicago, Houston et Détroit. Parmi les plus grandes villes du pays, seule New York avait un taux de criminalité inférieur. En 2021, la ville de Los Angeles a enregistré 397 meurtres (environ 800 meurtres enregistrés à Chicago la même année, d'après les sources du Chicago Tribune).
Selon une étude de 2001 effectuée par le National Drug Intelligence Center, le comté de Los Angeles abrite 1 350 gangs qui regroupent 152 000 individus. Si les poursuites en voiture se produisent plus souvent que dans les autres villes, c'est en partie à cause de la complexité et de la taille du réseau autoroutier de la ville.
L'insécurité est très variable en fonction du quartier dans lequel on se trouve. Généralement, il est peu recommandé aux touristes de se rendre dans les quartiers au sud, sud-est et à l'est du centre-ville (Inglewood, Florence, Compton, East Los Angeles). Le centre-ville lui-même est déconseillé dès la tombée de la nuit. À l'inverse, les zones sûres se situent au nord, nord-ouest et à l'ouest du centre-ville (Santa Monica, Beverly Hills, Venice, Cheviot Hills, Hollywood Boulevard).

### Langues
Selon l'American Community Survey, en 2017, 42,51 % de la population âgée de plus de 5 ans déclare parler l'espagnol à la maison, 40,98 % déclare parler l'anglais, 2,54 % le tagalog, 2,46 % le coréen, 1,84 % l'arménien, 1,50 % une langue chinoise, 1,37 % le persan, 0,95 % le russe, 0,60 % le français, 0,52 % le japonais et 4,26 % une autre langue.

### Médias

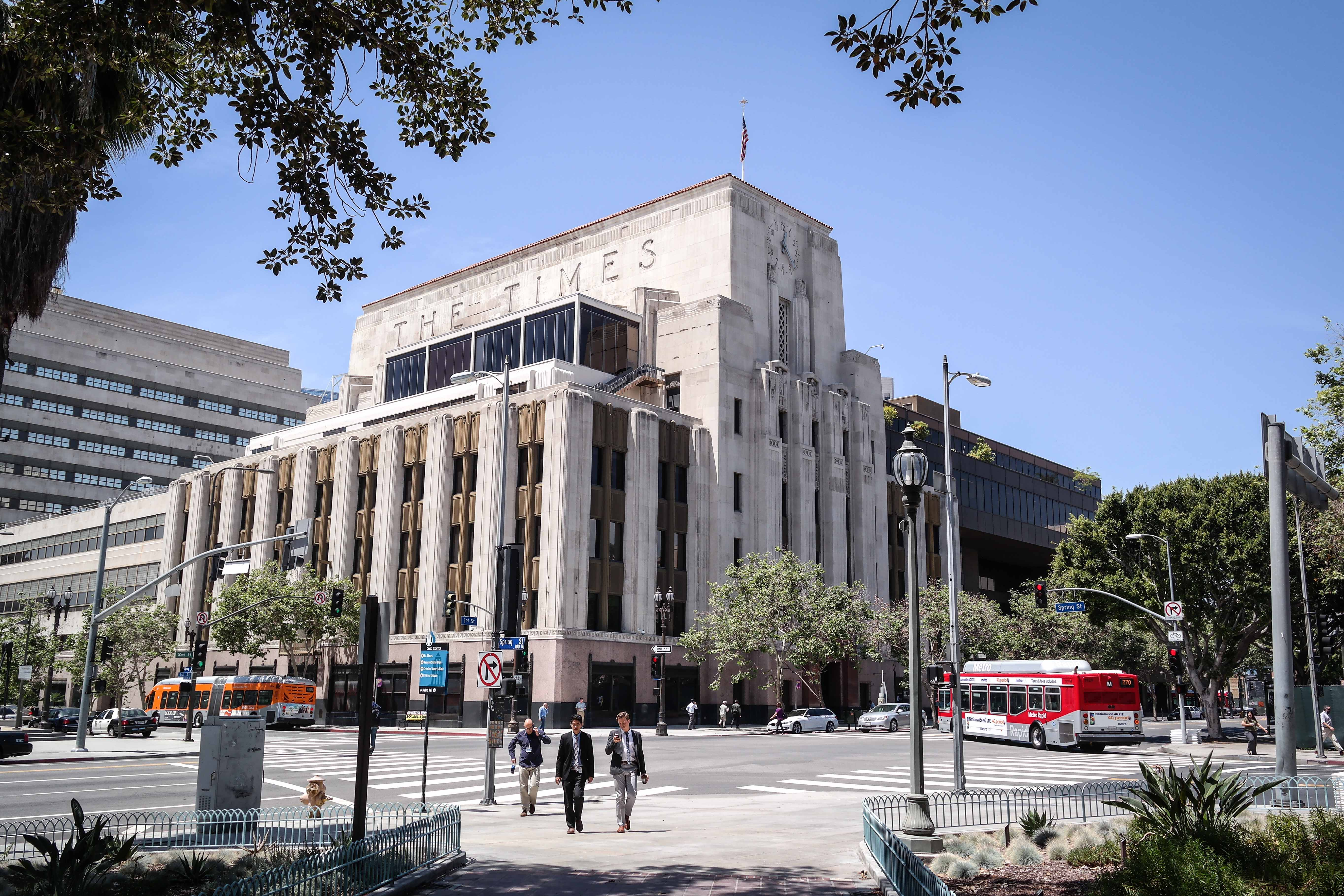
Le siège du Los Angeles Times, de style art déco.

Le journal quotidien le plus important de la région est le Los Angeles Times. La Opinión est lu par la communauté hispanophone. Il existe aussi une grande variété de journaux régionaux et d'information locale, de magazines et d'hebdomadaires, dont le Daily News, du Los Angeles Newspaper Group, que l'on trouve surtout dans la vallée de San Fernando, L.A. Weekly, L.A. City Beat, Los Angeles magazine, Los Angeles Business Journal, Los Angeles Daily Journal, le Hollywood Reporter. S'y ajoutent de nombreux périodiques locaux servant les différentes communautés dans leur langue maternelle, et quelques journaux issus d'autres municipalités, comme le Daily Breeze (Torrance) et le Press-Telegram (Long Beach).
Le public du Grand Los Angeles a accès à un grand nombre de chaînes locales de radio et de la télévision. Les chaînes majeures sont KABC-TV 7 (American Broadcast Company), KCBS 2 (CBS), KNBC 4 (NBC), KTTV 11 (FOX), KTLA 5 (The WB Television Network), et KCOP 13 (UPN). Il y a aussi de nombreuses chaînes espagnoles ou indépendantes dans la région.

### Cultes

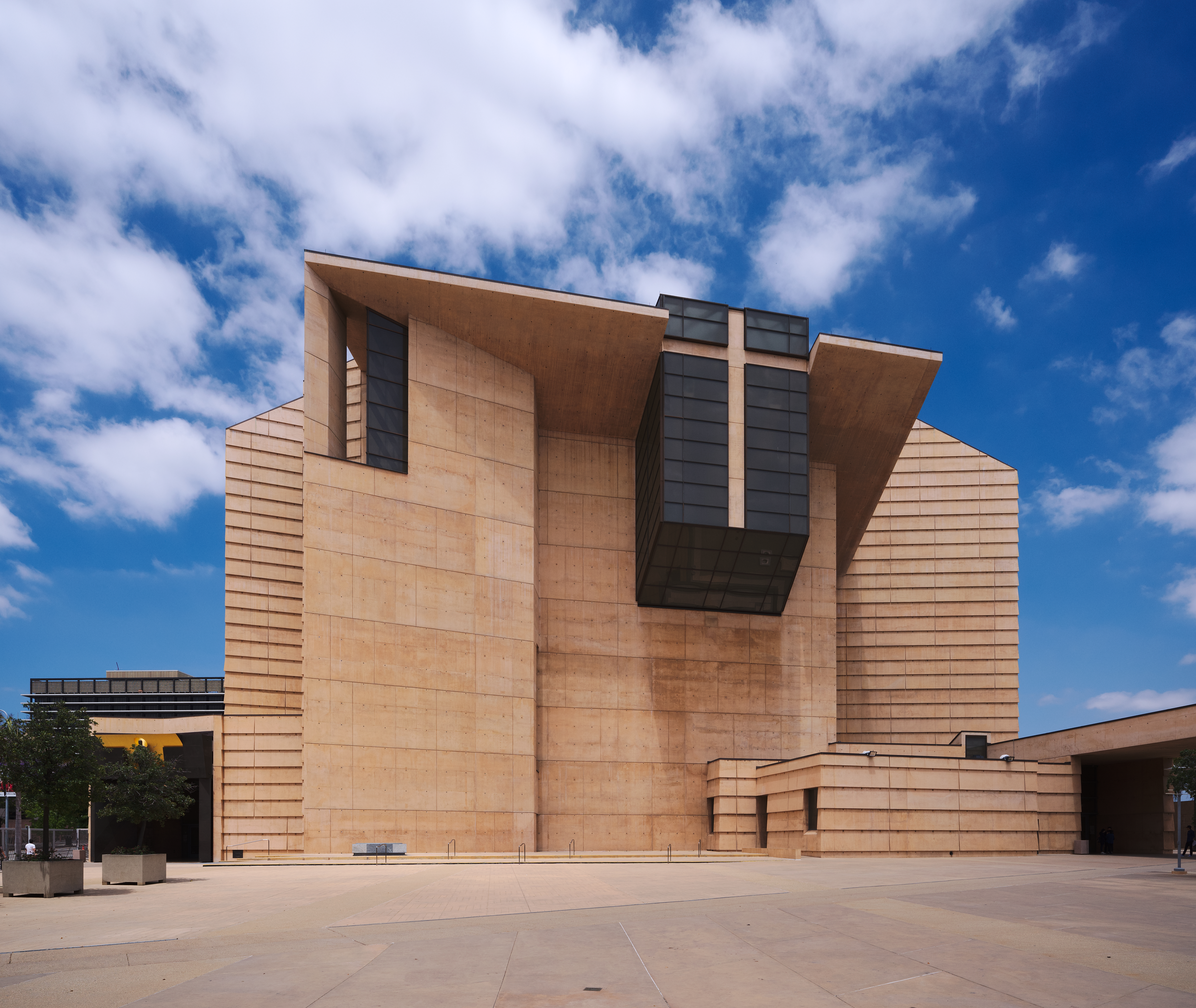
Cathédrale Notre-Dame-des-Anges de Los Angeles.

#### Catholicisme
La composition de la population et les flux migratoires expliquent en partie la répartition des religions à Los Angeles. Les catholiques sont majoritaires étant donné l'importance de la population hispanique : le diocèse de Los Angeles, le plus important du pays, dirigé par José Gómez, regroupe plus de 5 millions de croyants. La cathédrale Notre-Dame des anges est aussi haute qu'un immeuble de 12 étages et peut accueillir plus de 3 000 fidèles.

#### Protestantisme

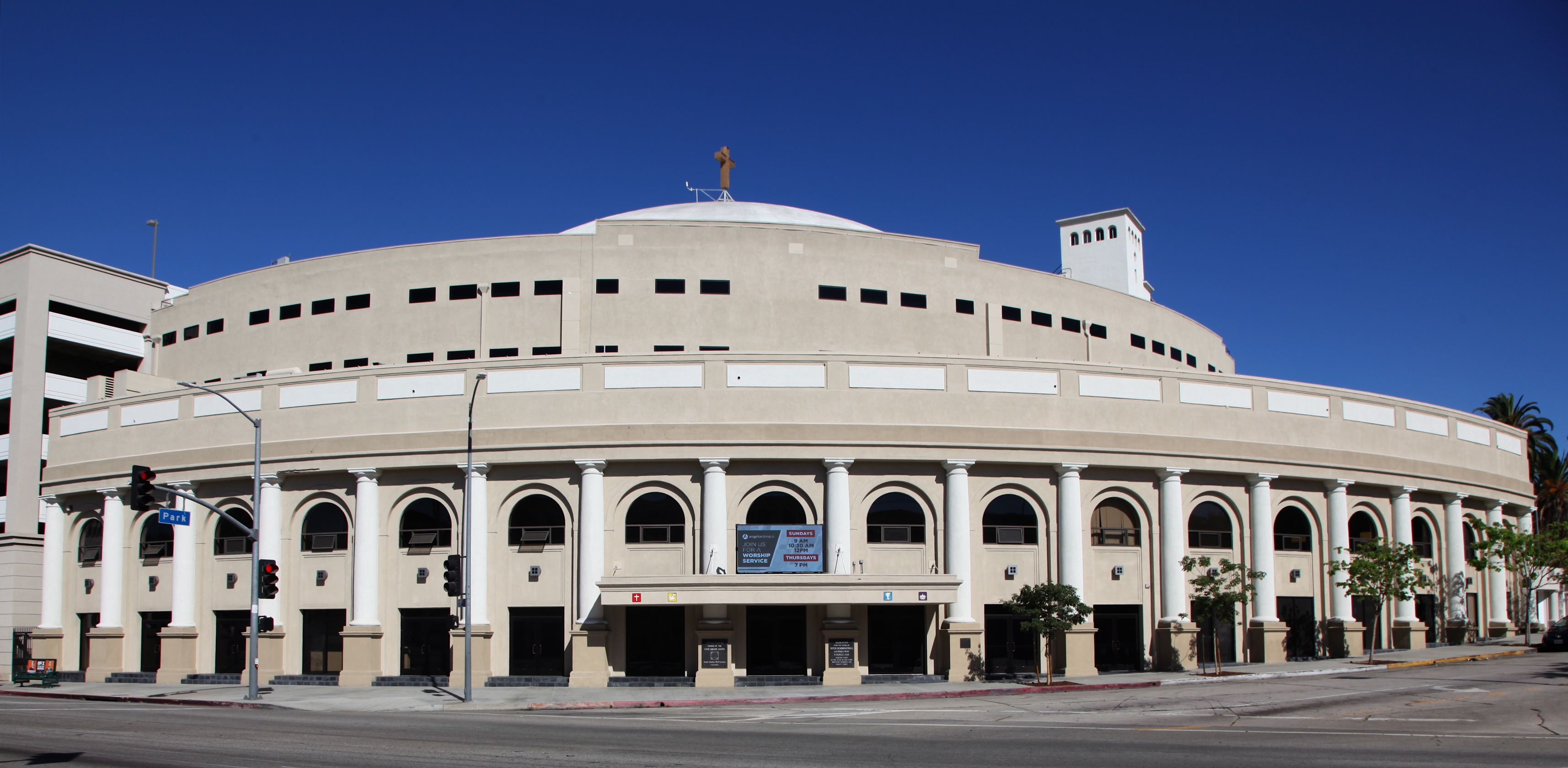
L'Angelus Temple est une megachurch pentecôtiste

À l'échelle de la Californie, le protestantisme, y compris les Églises évangéliques, devance le catholicisme.
La ville a une longue tradition liée au protestantisme. Le Réveil d'Azusa Street est une manifestation de Réveil qui a eu lieu à Los Angeles en 1906 et qui est à l'origine du mouvement pentecôtiste, un mouvement religieux devenu global qui regroupe quelque 280 millions de croyants. La Foursquare Church y est fondée en 1923.

#### Judaïsme
Avec 590 000 personnes en 2000, la population juive est la deuxième du pays après celle de New York, et la ville abrite de nombreuses synagogues, dont la plupart sont situées dans la vallée de San Fernando et à West Los Angeles (la plus ancienne, la Breed Street Shul, située à East Los Angeles, qui a été jusqu'en 1951 la plus grande synagogue à l'ouest de Chicago, est devenue un musée historique).

#### Diversité religieuse
Toutes les religions du monde sont représentées : l'islam, le bouddhisme, l'hindouisme, le zoroastrisme, le sikhisme, l'Église orthodoxe, etc. L'Église de scientologie est présente dans la ville depuis le 18 février 1954, et le Celebrity Center fait partie de ses nombreux musées, églises et lieux de recrutement. On note aussi la présence historique des mormons : le temple mormon de Los Angeles, situé à West Los Angeles sur le Santa Monica Boulevard, est le deuxième plus important temple de leur culte.

## Économie

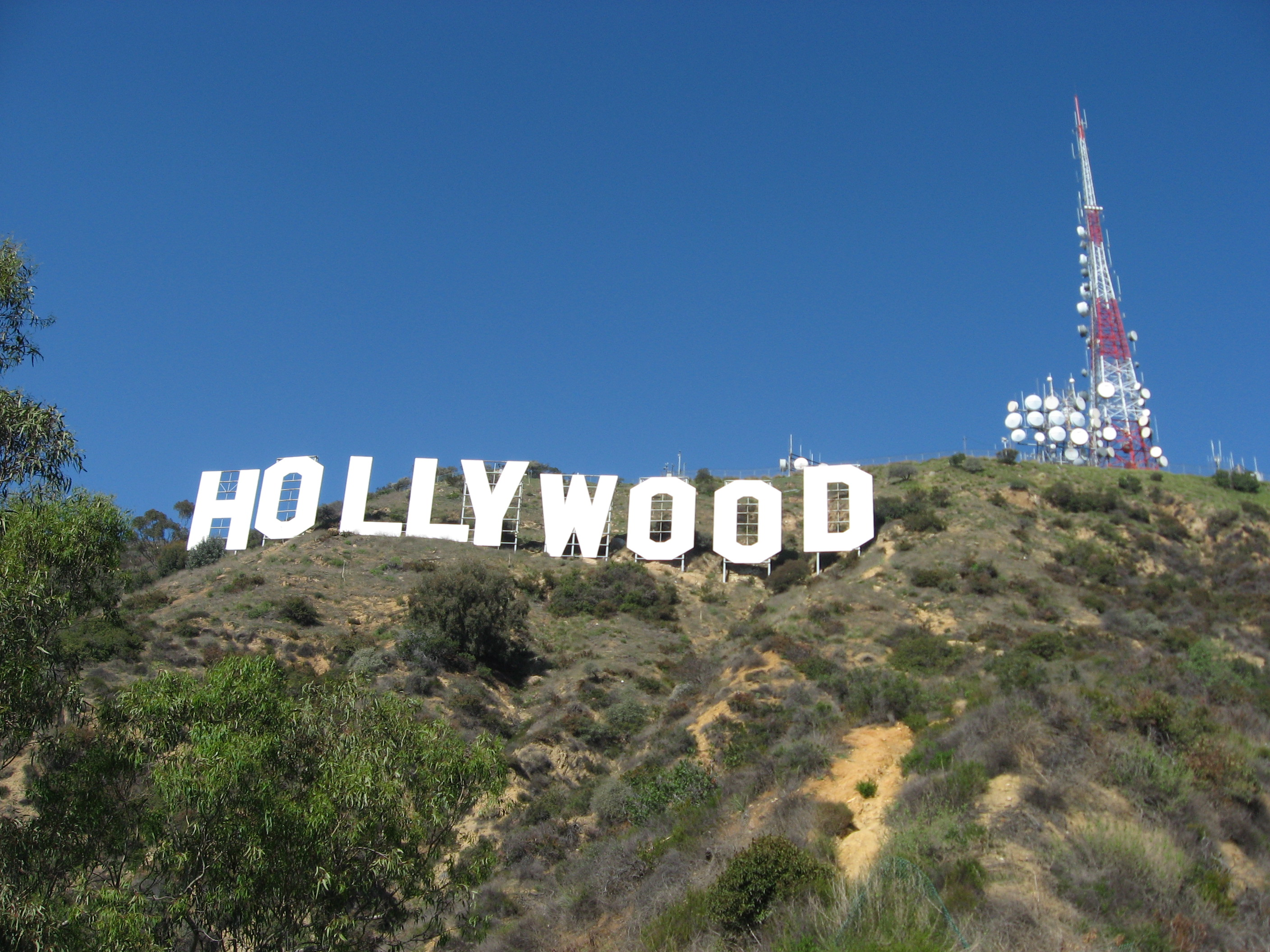
Le panneau Hollywood

Le poids économique de l'agglomération angeline est considérable : en 2002, le PNB de la métropole était de 411 milliards de dollars, c'est-à-dire qu'elle produit plus de richesses que les Pays-Bas (voir l'article économie des Pays-Bas) par exemple. Le PNB de l'agglomération représente plus de 3,3 % du PIB américain.
Los Angeles est célèbre pour être le principal centre de production cinématographique aux États-Unis, le plus rentable au monde, mais devancé par le nombre des productions de Bollywood, en Inde. Le nom d'Hollywood, le quartier dans lequel cette production a lieu, est devenu synonyme de cette industrie. On remarque cependant ces dernières années une augmentation de la concurrence à ce niveau, et de plus en plus de productions sont réalisées dans d'autres villes des États-Unis, ou au Canada, dont Vancouver (surnommée la « Hollywood du nord ») et Toronto. Autrefois, l'aéronautique et le pétrole étaient les domaines économiques dominants de la ville, mais sont remplacés par les finances, les télécommunications, le droit, la santé et les transports.
La ville dispose d'un important port avec un trafic cargo de 54,228 millions de tonnes métriques en 2008. Quant à son activité conteneurs, elle atteignait en 2009 un total de 6 748 995 TEUs ce qui plaçait le port au premier rang des ports d'Amérique du Nord pour cette catégorie de trafic.
Plus de 60 % des entreprises californiennes ont installé leur siège social à Los Angeles, et, bien que la ville soit le siège de nombreuses sociétés (dont trois font partie du classement Fortune 500), ce nombre quadruple si l'on considère son agglomération ; la plupart des compagnies ayant préféré s'installer dans les zones où les impôts sont moins importants. Le bassin de Los Angeles, en particulier sa partie occidentale, est exploité pour son pétrole : depuis le début du XXe siècle, 30 000 puits ont été creusés ; aujourd'hui, environ 2 500 sont toujours exploités. La ville abrite de nombreux immigrants mexicains, dont un grand nombre d'illégaux, qui se trouvent souvent relégués aux plus basses tâches de l'économie de la ville, comme le personnel d'entretien.

### Tourisme

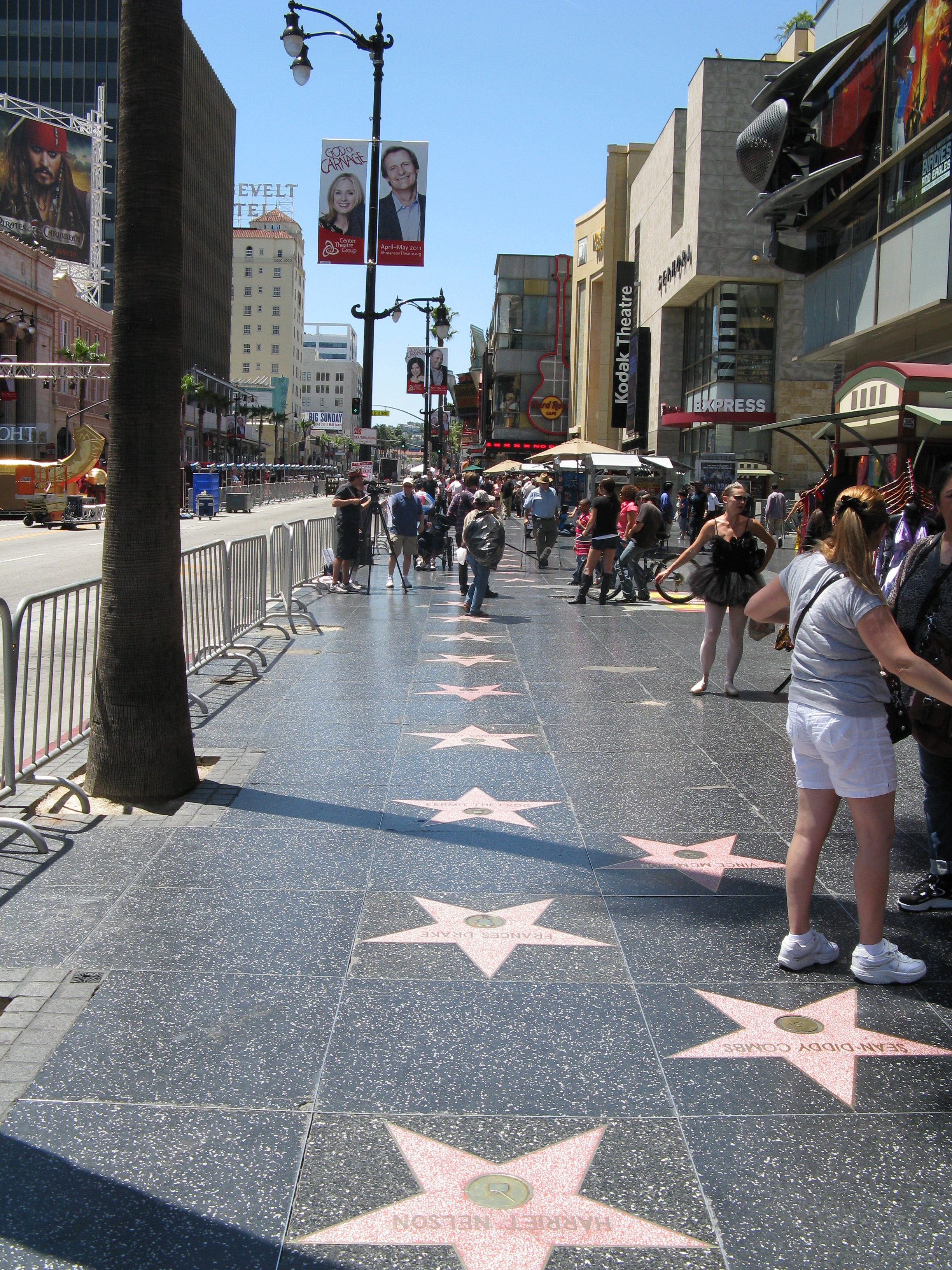
Le Hollywood Walk of Fame sur Hollywood Boulevard.

L'industrie touristique est très développée à Los Angeles, qui fait partie des dix villes américaines les plus durables selon le classement du magazine Lawn Starter, basé sur des critères de développement durable, pollution, transports et production alimentaire. Les touristes s'orientent généralement vers les nombreux parcs à thèmes de la région tels que Disneyland ou Universal Studios Hollywood. Le parcours touristique classique inclut aussi généralement un tour dans les artères célèbres telles que Sunset Boulevard, Santa Monica Boulevard, Melrose Avenue, la California State Route 1 ou le célèbre Rodeo Drive à Beverly Hills qui abrite de nombreuses boutiques de luxe. Venice Beach, au sud-ouest de la ville, est un site proposant de nombreuses activités. Outre une plage très connue, large et surveillée, les touristes visitent les nombreuses petites boutiques de souvenirs, de vêtements, de gadgets, etc., font du roller ou du vélo sur les pistes cyclables longeant la plage, ou regardent les quelques peintres ou musiciens s'y produisant quotidiennement. Quelques kilomètres plus à l'ouest, Malibu est célèbre pour ses plages et ses villas de luxe.
Los Angeles est, avec son quartier d'Hollywood, un des hauts lieux de l'industrie cinématographique mondiale. Outre le panneau Hollywood, symbole du quartier, le Grauman's Chinese Theatre sur Hollywood Boulevard (où se situe le célèbre Hollywood Walk of Fame), diffusant tous les blockbusters en avant-première mondiale, et un tour des maisons de stars (depuis la rue) à Beverly Hills à l'aide d'un Star Mansion map sont les activités courantes des touristes amateurs de cinéma.

## Culture locale et patrimoine
Los Angeles est souvent désignée comme la capitale mondiale du divertissement à travers ses imposantes industries cinématographiques et télévisuelles, ainsi que musicales et artistiques.

### Architecture

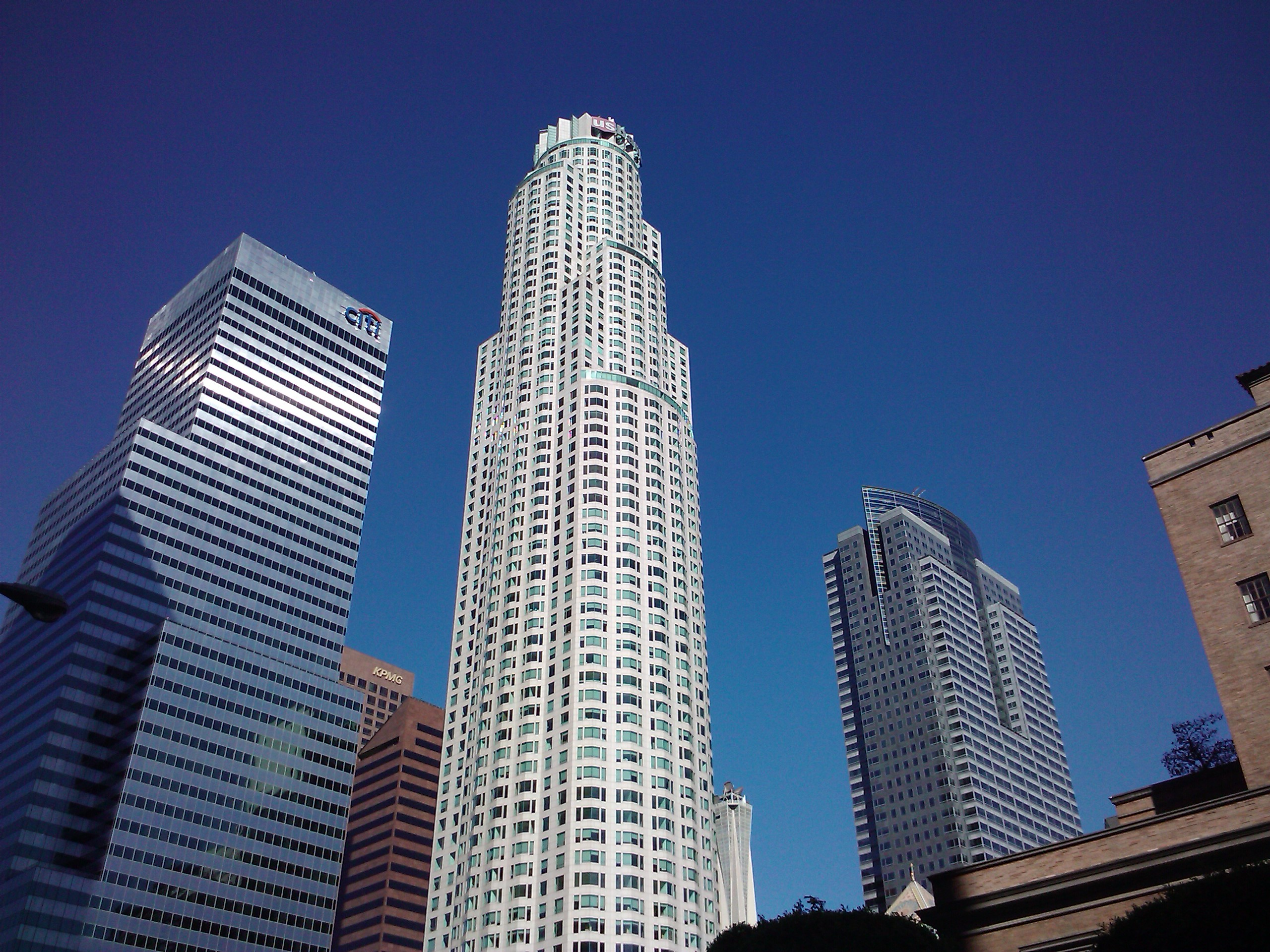
La U.S. Bank Tower.

Sur le plan architectural, on peut relever plusieurs bâtiments remarquables, comme la Los Angeles Central Library (1926) de Bertram Grosvenor Goodhue dont l'apparence évoque les bâtiments de l'ancienne Égypte et d'autres civilisations antiques, la gare centrale Union Station (1939) mêlant les styles renouveau colonial espagnol et mission revival et l'hôtel de ville (1928) dont le sommet évoque le mausolée d'Halicarnasse. L'observatoire Griffith (1933-1935), sur les hauteurs de Griffith Park, est un exemple de l'architecture Art déco. Le Bradbury Building (1893) est un bâtiment remarquable pour sa façade de style Renaissance italienne de brique brune, sa cour intérieure, ses nombreux escaliers, ascenseurs, et pour les centaines de motifs végétaux qui ornent leurs balustrades de fer.
De construction récente, le bâtiment de la Metropolitan Transit Authority incorpore certains éléments faisant référence au style Art déco, que l'on peut retrouver sur certains immeubles du centre-ville comme l'Eastern Columbia construit en 1930 et transformé en lofts au début du XXIe siècle.

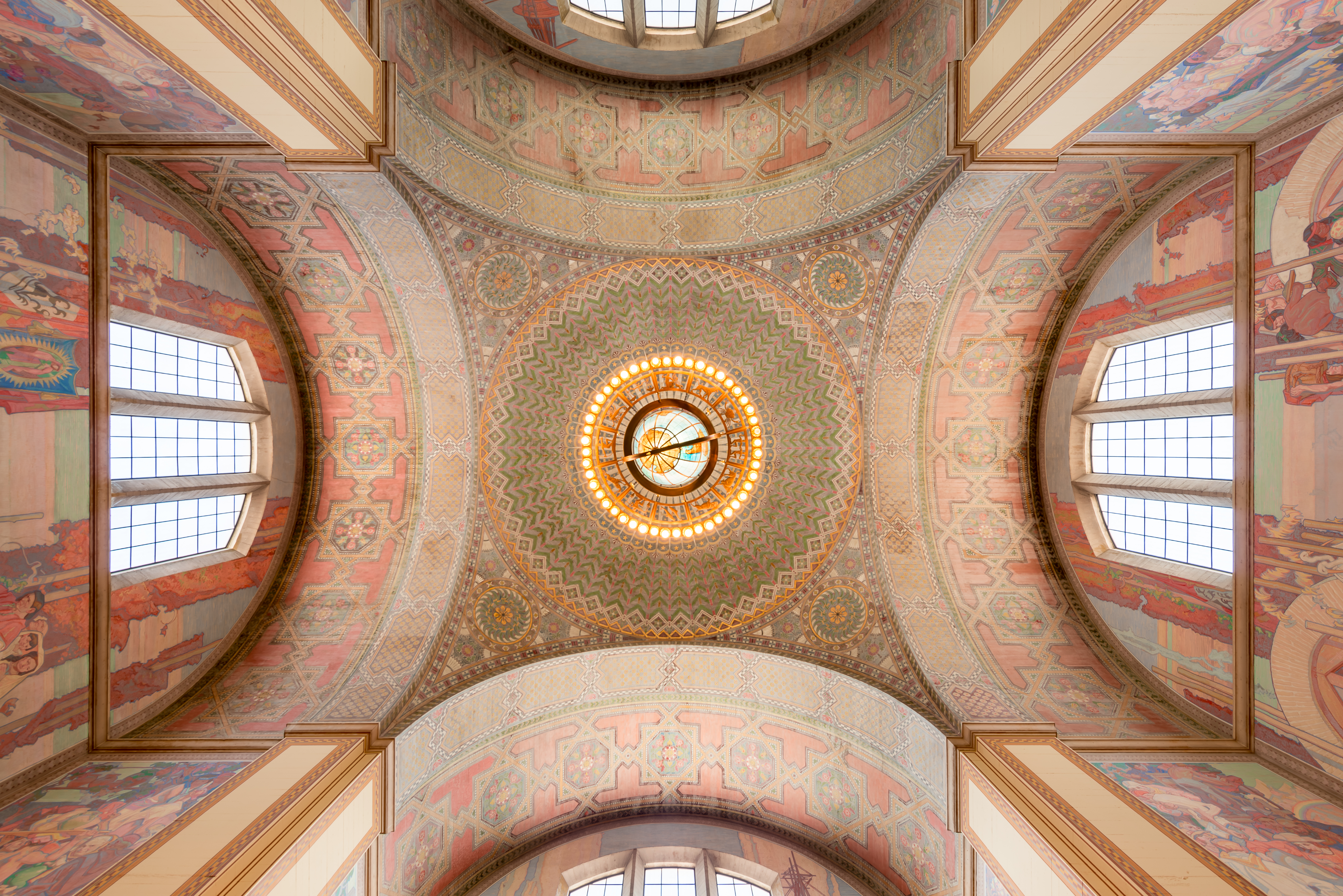
L'intérieur de la Richard J. Riordan Central Library à Los Angeles. Juillet 2017.

L'architecture moderne apparaît à travers les travaux de Paul Williams (en), l'architecte du Shrine Auditorium et du Theme Building, le bâtiment représentatif de l'Aéroport international de Los Angeles (avec Welton Becket), de la Los Angeles County Courthouse, du Los Angeles County Hall of Administration, et de bâtiments situés à Beverly Hills ; et de ceux de Frank Gehry, comme le Walt Disney Concert Hall, le California Aerospace Museum, la Loyola Law School. Gehry est actuellement chargé de la supervision du Grand Avenue Project.
Parmi les principaux gratte-ciel de Los Angeles qui dominent la ville, on peut citer le Wilshire Grand Center (335 m), la U.S. Bank Tower (310 m), le Aon Center (262 m), la Two California Plaza (229 m), la Gas Company Tower (228 m), l'ARCO Center (224 m), la 777 Tower (221 m), la Wells Fargo Tower (220 m), la Figueroa at Wilshire (219 m), la Bank of America Tower (213 m) et la Paul Hastings Tower (213 m). Inauguré en mars 2017, le Wilshire Grand Center est devenu, avec ses 335 m, le plus haut gratte-ciel de la ville, détrônant ainsi la U.S. Bank Tower qui fut à la première place depuis 1989.

### Patrimoine culturel

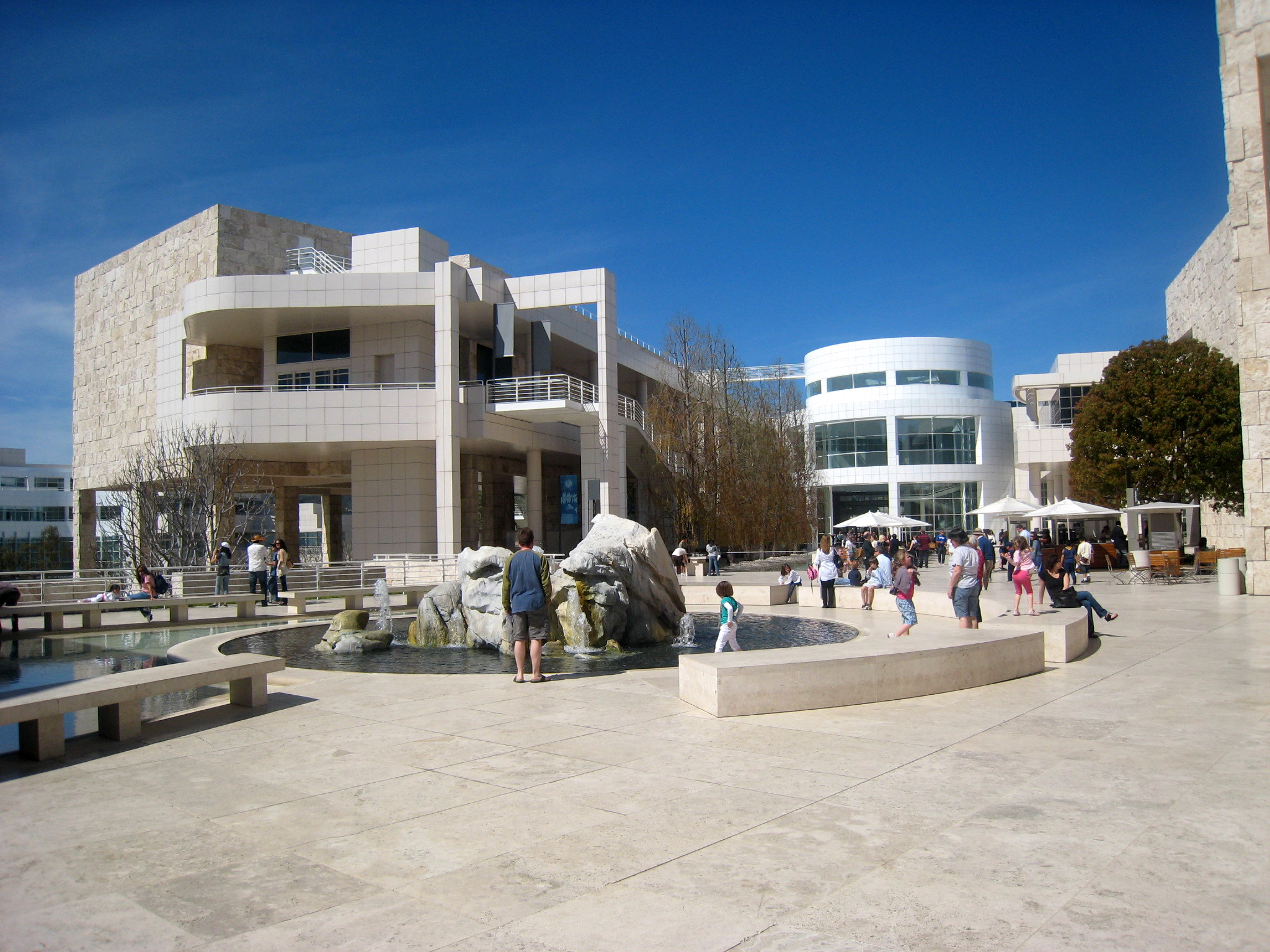
Le patio du Getty Center.

Plusieurs institutions culturelles sont présentes dans la ville, les plus importantes étant le musée d'Art du comté de Los Angeles (Los Angeles County Museum of Art ou LACMA), qui comporte l'installation Urban Light devant ses portes, le Getty Center, le musée d'Art contemporain de Los Angeles (MOCA), le Museum of Neon Art (MONA), le Norton Simon Museum, le Museum of Tolerance, le Skirball Cultural Center, le Latino Museum of History, Art, and Culture, le George C. Page Museum, le musée national des Nippo-Américains, le California Science Center, ainsi que le musée d'histoire naturelle du comté de Los Angeles. Los Angeles compte par ailleurs de très nombreuses galeries d'art, comme la Culver City gallery Blum & Poe ouverte en octobre 2010 sur 1 950 m2.

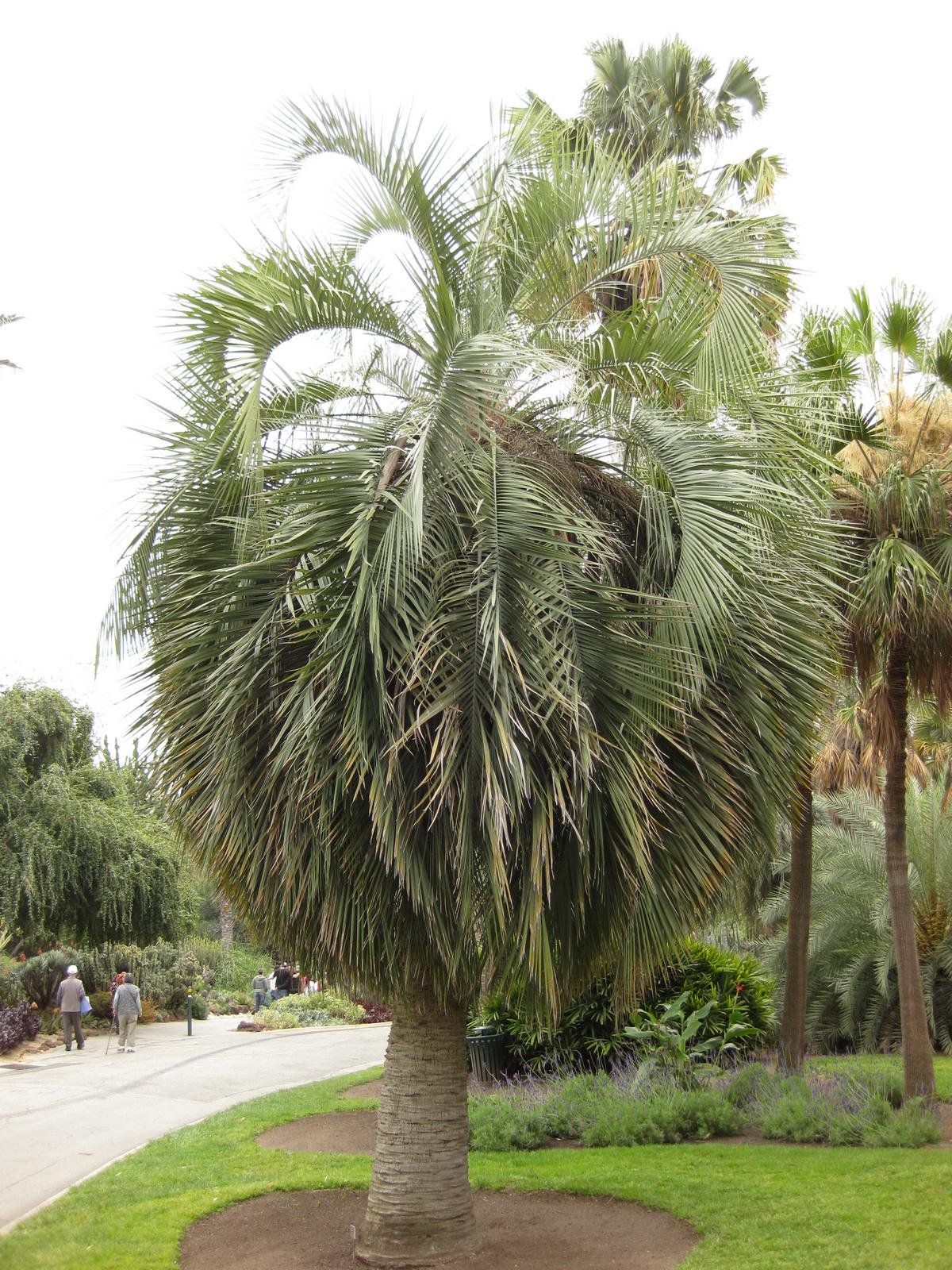
Huntington Gardens.

La bibliothèque Huntington, ouverte au public en 1928 et créée par Henry Edwards Huntington, propose une bibliothèque de plus de neuf millions d'ouvrages, dont de nombreux livres anciens (imprimés et manuscrits), un musée d'art et un jardin botanique très réputé entre autres pour son cactus garden. La bibliothèque principale de la ville est la Los Angeles Public Library (LAPL), dont le siège, situé dans Downtown, a été reconnu National Historic Site. Établi en 1912, le County of Los Angeles Public Library est un réseau de 87 bibliothèques mis en service et administré par le comté de Los Angeles qui sert plus de 3,5 millions de personnes vivants dans les zones non-incorporées et dans les 88 municipalités du comté, dont Los Angeles.
Il existe de nombreux lieux de représentation théâtrale à Los Angeles : le Music Center (composé du Dorothy Chandler Pavilion, siège de l'Opéra de Los Angeles et de l'Ahmanson Theater, où sont jouées les grosses productions de Broadway), le Ford Amphitheater, le Greek Theater, le Hollywood Bowl, le Pantages Theatre, et le Théâtre Dolby. L'orchestre philharmonique de Los Angeles se produit au Walt Disney Concert Hall.
Los Angeles est aussi un véritable musée à l'air libre de peintures murales, dont certaines de Diego Rivera, David Alfaro Siqueiros et Jose Clemente Orozco ; elle serait la ville à en contenir le plus grand nombre. Elle abrite quelques-uns des graffiti les plus connus du monde, par exemple ceux du Belmont Tunnel. On peut aussi trouver de nombreuses sculptures dans les parcs de la ville, dont ceux de l'université du Judaïsme et de l'université de Californie à Los Angeles.

### Littérature

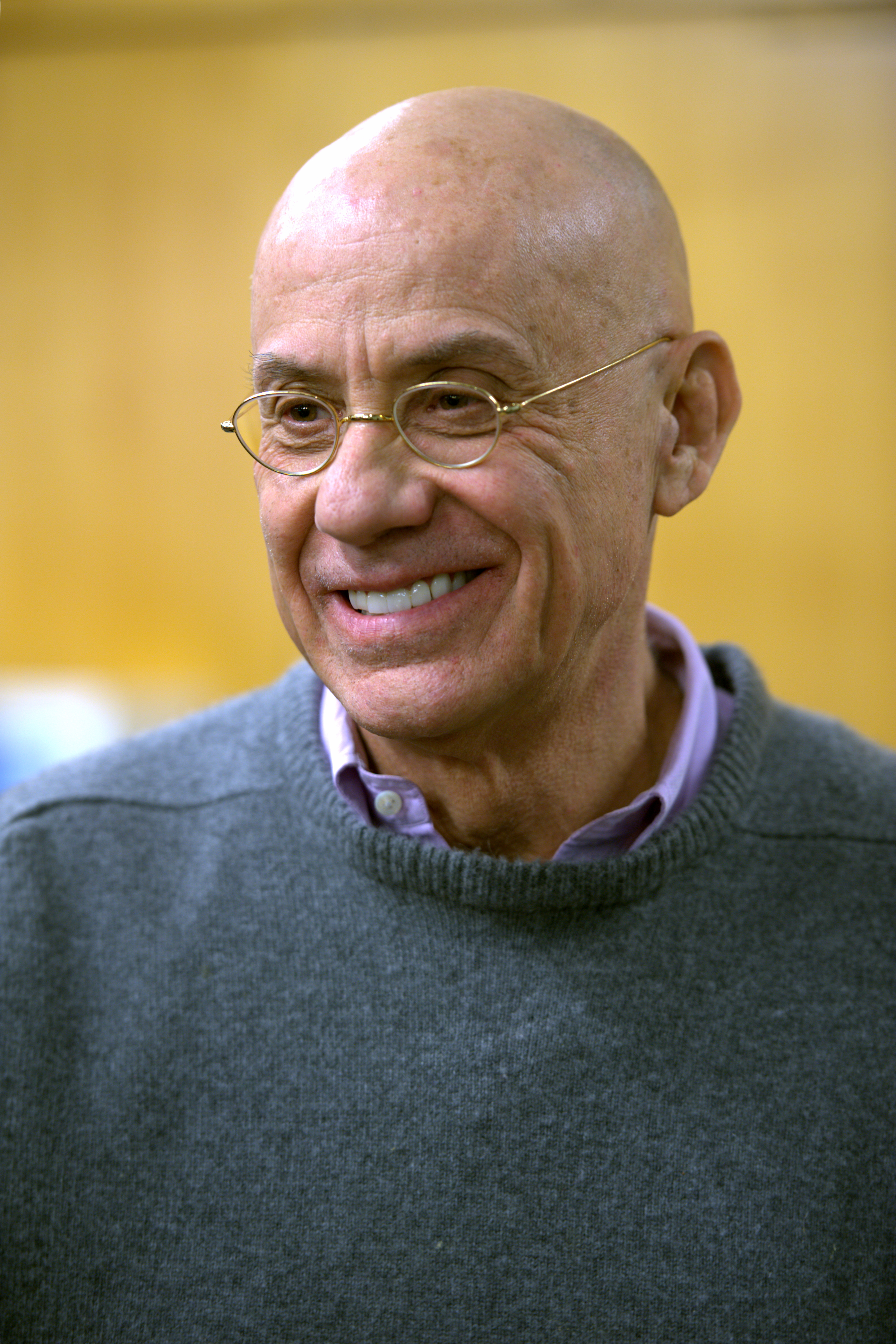
L'écrivain James Ellroy en 2011. Il est connu pour être l'auteur du Quatuor de Los Angeles, une série de quatre romans noirs dont l'intrigue se déroule à Los Angeles.

Los Angeles entre en littérature dans les années 1920, avec le satirique Merton of the movies d'Harry Leon Wilson sur l'industrie du cinéma à Hollywood (thème qui a, depuis, été repris dans de nombreux romans), et The Boosters (1924) de Mark Lee Luther qui décrit le boom immobilier de l'époque, Angel's Flight (1927) de Don Rian et Oil! d'Upton Sinclair qui décrit la ruée vers le pétrole de Signal Hill. Depuis, la ville et sa région, appréciées des auteurs (le grand Los Angeles accueille, après New York et San Francisco, le plus grand nombre d'écrivains publiés, à l'échelle nationale) sont un territoire fertile pour les écrivains. Deux genres en particulier sont liés à la ville : le « roman hollywoodien » et le roman noir.
Le « roman hollywoodien » s'attache à dépeindre les mauvais côtés du rêve hollywoodien, à montrer la confusion entre réalité et illusion, entre commerce et art, qu'il entraîne, et les conséquences qu'elle provoque dans la vie des personnages : le livre de Nathaniel West, The Day of the Locust (1939), est un modèle du genre, qui comprend, entre autres, The Loved One (1947) d'Evelyn Waugh et Hollywood (1989) de Charles Bukowski. En outre le monde de la littérature a très vite rejoint celui du cinéma à Los Angeles, à travers l'écriture de scénario, et l'industrie cinématographique a très vite attiré un grand nombre d'auteurs comme F. Scott Fitzgerald, Aldous Huxley, Tennessee Williams et William Faulkner. Le roman noir est, depuis les années 1930, bien représenté, à travers les œuvres d'écrivains comme Raymond Chandler (Le Grand Sommeil (The Big Sleep, 1939), Adieu ma jolie (Farewell My Lovely, 1940) ; The Long Goodbye, 1953) ; Ross Macdonald (qui écrit dans la lignée de ce dernier tout en donnant à ses personnages une plus grande profondeur psychologique) ; Walter Mosley ; James Ellroy avec Le Dahlia noir (Black Dahlia, 1987), Le Grand Nulle part (The Big Nowhere, 1988), L.A. Confidential (1990) ; Joseph Hansen et Michael Connelly (Les Égouts de Los Angeles (1992) et L'Envol des anges (1999).
Los Angeles est un objet de fascination paradoxal pour de nombreux auteurs. La plupart des textes publiés au sujet de Los Angeles brossent le portrait d'une ville complexe et soulignent les différences qui existent entre sa réputation publique et une réalité souvent noire et teintée de pessimisme, faisant de Los Angeles une allégorie d'une condition moderne marquée par l'angoisse. Dans ses romans semi-autobiographiques (le premier est Bandini en 1938), John Fante décrit le Los Angeles de la Grande Dépression, où son alter ego Arturo Bandini cherche à vivre de l'écriture. Maria avec et sans rien (Play it as it Lays, 1971) de Joan Didion dresse de la ville un portrait négatif, à l'instar de Moins que zéro (Less Than Zero, 1985) de Bret Easton Ellis, qui décrit l'aliénation d'un étudiant de la jeunesse dorée qui ne sortira d'une plongée dans les bas-fonds de la société angeline qu'en quittant la ville. Dans son autobiographie Always Running (1993), Luis J. Rodriguez raconte son expérience des gangs et du trafic de drogues. La science-fiction porte à l'extrême les côtés dystopiques de la métropole, lieu de cauchemar dans, par exemple, Je suis une légende (1954) de Richard Matheson et lieu propice au désastre, dans les très nombreux romans et films catastrophes qui s'y déroulent. Cependant, la figure littéraire de Los Angeles n'exclut pas l'optimisme ; elle est, à l'image de la ville réelle, diverse et multiple.
Le village de Los Angeles du début du XIXe siècle est également le théâtre des aventures du justicier masqué Zorro, créé en 1919 par Johnston McCulley. Ses exploits se déroulant alors en Californie espagnole ont inspiré un grand nombre de films, de séries télévisées et de bandes dessinées.

### Cinéma

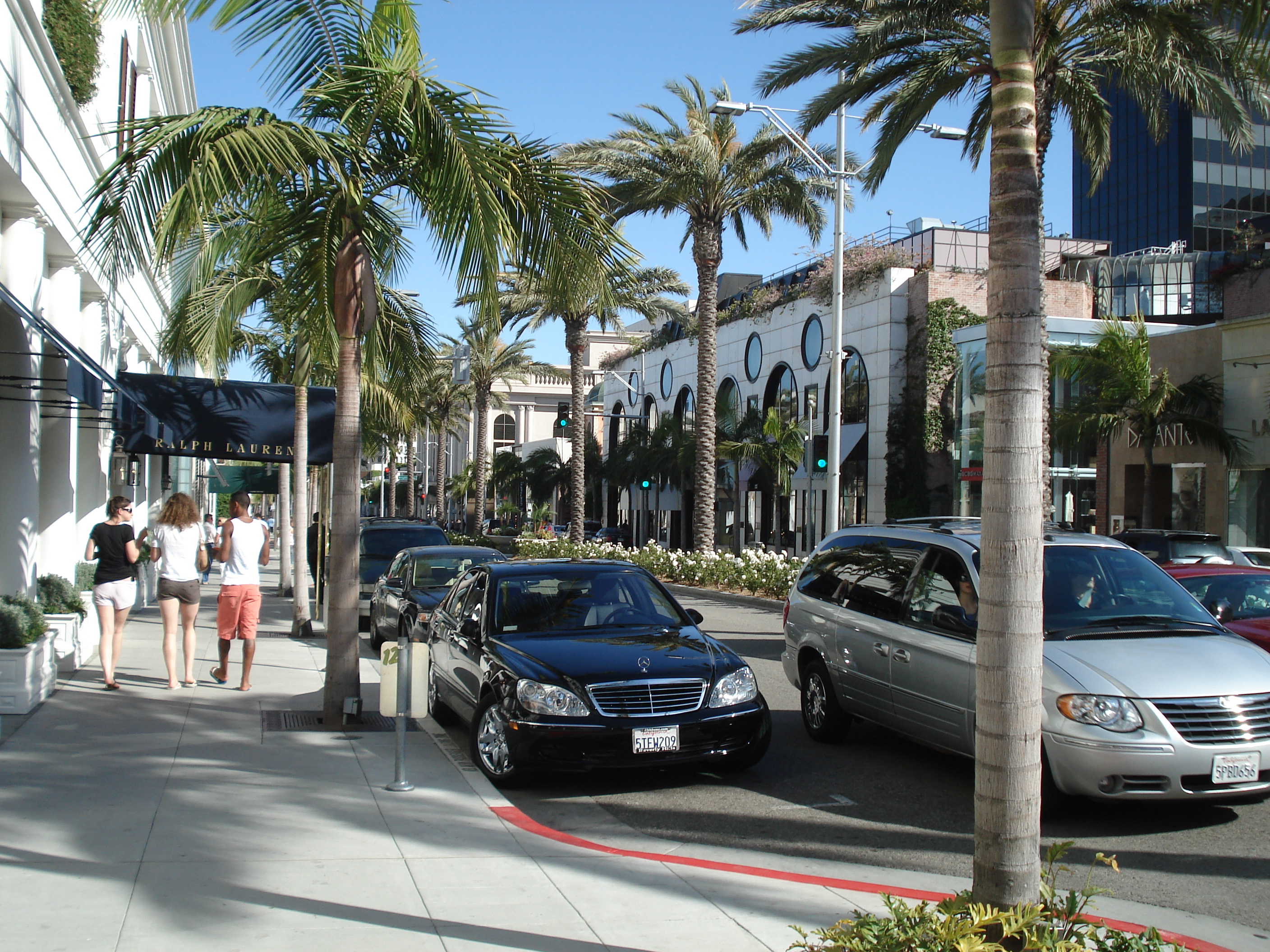
Les rues bordées de palmiers sont l'un des symboles de Los Angeles et sa région urbaine, comme ici sur Rodeo Drive, dans la ville voisine de Beverly Hills.

Berceau du mythe hollywoodien, Los Angeles a logiquement fasciné une multitude de réalisateurs américains, dont Michael Mann. Deux de ses films prennent place à Los Angeles :
- Heat est l'histoire d'une traque au cœur de la mégapole entre un chef de gang (Robert De Niro), et un policier hargneux (Al Pacino). Ce thriller se termine notamment par une scène d'anthologie près des pistes de l'aéroport de Los Angeles ;
- Collatéral est l'histoire de la rencontre d'un chauffeur de taxi (Jamie Foxx) et d'un tueur à gages (Tom Cruise) au cours d'une nuit dans Los Angeles. Filmé entièrement en caméra numérique, le film traite autant de l'affrontement psychologique entre les deux personnages que de la mobilité urbaine propre à Los Angeles. Le sang-froid du tueur et la capacité du chauffeur de taxi à se mouvoir aussi habilement au sein de cet espace urbain démesuré (la fameuse « grille ») participent de la même logique implacable et meurtrière.

Plusieurs films de Quentin Tarantino se déroulent à Los Angeles :
- Reservoir Dogs sorti en 1992, avec Harvey Keitel, Tim Roth, Michael Madsen et Chris Penn ;
- Pulp Fiction sorti en 1994, avec John Travolta, Samuel L. Jackson et Uma Thurman, et dont l'histoire se déroule dans le quartier de Hollywood ;
- Jackie Brown sorti en 1997, avec Pam Grier, Samuel L. Jackson, Robert De Niro, Bridget Fonda et Michael Keaton.
- Once Upon a Time… in Hollywood sorti en 2019, avec Leonardo DiCaprio, Brad Pitt et Margot Robbie

David Lynch, résident de Los Angeles, y a tourné beaucoup de ses films :
- Lost Highway, qui présente un meurtre du point de vue des différentes personnalités de l'assassin ;
- Mulholland Drive, un film onirique sur le monde du cinéma à Los Angeles qui tire son nom d'une route serpentant les collines au-dessus de la ville ;
- Inland Empire, tourné au moyen de la technologie numérique, abordant à nouveau le sujet des tournages hollywoodiens.

D'autres films célèbres voient leurs scénarios se dérouler à Los Angeles :
- Piège de cristal de John McTiernan, où le policier John McClane est pris à partie par un groupe de criminels dans un gratte-ciel de Los Angeles ;
- Boyz'n the Hood, la loi de la rue le classique de John Singleton: Au début des années 1990, trois amis de South Central LA vivent un quotidien ponctué de stupéfiants, d'interventions policières et de guerre des gangs ;
- Monte là-dessus ! de Fred C. Newmeyer, dont la scène la plus connue montre le héros (interprété par Harold Lloyd) suspendu aux aiguilles d'une horloge sur un gratte-ciel ;
- L.A. Confidential de Curtis Hanson montre le Los Angeles des années 1950, victime de règlements de comptes à la suite de la mort d'un des principaux caïds de la ville ;
- L'Arme fatale de Richard Donner met en scène le duo de policiers le plus célèbre du cinéma : Martin Riggs (Mel Gibson) et Roger Murtaugh (Danny Glover) ;
- Les Princes de la ville de Taylor Hackford : dans les années 1980, trois cousins chicanos, membres du gang Vatos Locos, vont chacun suivre une route différente. Le film incarne la décadence des jeunes du barrio et met en scène l'univers glauque des prisons et des quartiers difficiles ;
- Nowhere, film de Gregg Araki sur la jeunesse américaine qui souffre d'un manque de repères, désorientation qui trouve sa métaphore dans le tissu urbain de la ville ;
- Collision orchestre le croisement de destins de nombreux personnages en l'espace de 36 heures ;
- Il y a également des films qui parlent de la communauté mexicaine immigrée. Born in east L.A., une comédie de Cheech Marin, parle d'un Chicano né au quartier mexicain d'East Los Angeles qui se voit expulsé par erreur au Mexique, un pays qu'il ne connaît pas ;
- Predator 2, dans lequel l'une des scènes est tournée sur le bâtiment Eastern Columbia Lofts, un film de Stephen Hopkins avec, comme acteur jouant le rôle principal, Danny Glover ;
- Training Day, thriller d'Antoine Fuqua, sorti en 2002, avec Denzel Washington et Ethan Hawke, se déroule dans les quartiers un peu chauds de la ville, tels que le Baldwin Village.
- Time Out, film de science-fiction d'Andrew Niccol avec Justin Timberlake et Amanda Seyfried, s'y déroule, du quartier d'affaires aux ghettos de la ville ;
- Drive de Nicolas Winding Refn avec Ryan Gosling et Carey Mulligan, s'y passe également, avec notamment une sublime introduction dans laquelle le héros conduit des braqueurs jusqu'à Crypto.com Arena durant la nuit.
- Scream 3 de Wes Craven avec Neve Campbell, David Arquette et Courteney Cox, qui se déroule à Los Angeles, notamment des plans sur la villa d'un personnage du film dans les collines de Hollywood et plusieurs scènes se déroulant dans les studios sont tournées.
- La La Land de Damien Chazelle, avec Ryan Gosling et Emma Stone, est filmé et se déroule à Los Angeles, le titre du film fait référence à la fois à la ville de Los Angeles et au rêve et la romance qui sont narrés.

### Séries télévisées

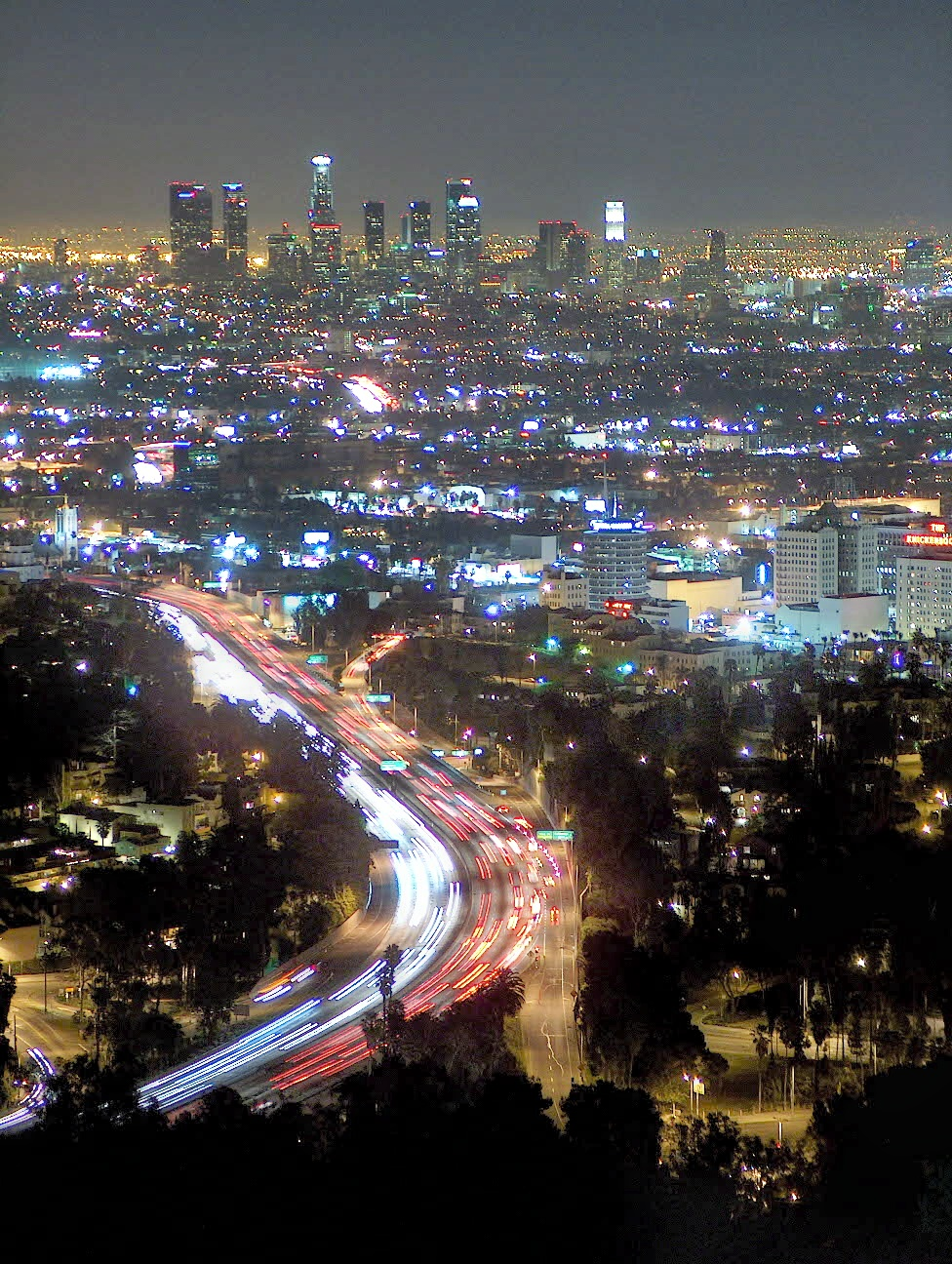
Los Angeles de nuit, depuis Mulholland Drive.

De nombreuses séries télévisées se déroulent à Los Angeles. La plupart appartiennent au genre policier : Badge 714 (1951-1959), Mannix (1967-1975), Columbo (1968-2003), Cannon (1971-1976), Police Story (1973-1978), Drôles de dames (1976-1981), Quincy (1976-1983), CHiPs (1977-1983), Pour l'amour du risque (1979-1984), (La maison des Hart se situe au « 3100 Mandeville Canyon Road » sur les hauteurs du quartier de Brentwood, dans les collines d'Amber Hills. Elle fait jonction avec le Sunset Bd. Cette maison fût utilisée pour son cadre lors des tournages, notamment sa façade, son jardin et ses dépendances. L'intérieur du décor étant réalisé en studio d'après les plans de cette maison),Wonder Woman (série télévisée) (Saison 3 - 1978), Matt Houston (1982-1985), Rick Hunter (1984-1991), les six premières saisons de 24 Heures chrono (2001-2010), The Shield (2002-2008), The Closer : L.A. enquêtes prioritaires (2005-2012), Numb3rs (2005-2010), NCIS : Los Angeles (depuis 2009) (NCIS : Enquêtes spéciales y est aussi tourné), Los Angeles, police judiciaire (2010-2011), Major Crimes (2012-2018), The Rookie (2018-)
Plusieurs feuilletons évoquent l'installation et l'adaptation de nouveaux habitants (Beverly Hills 90210, Le Prince de Bel-Air, 90210 Beverly Hills : Nouvelle Génération, Newport Beach) ou reflètent la diversité ethnique de la ville : Moesha, Le Prince de Bel-Air ou encore Black-ish qui racontent le quotidien d'Afro-Américains ou Devious Maids le quotidien d'Hispaniques. L'univers de la mode, des stars et du cinéma apparaît dans Amour, Gloire et Beauté (depuis 1987), Les Girls de Playboy (The Girls Next Door) (2005-2009), Fashion House (2006), Dirt (2007-2008) ou Entourage (2004). La Loi de Los Angeles (1986-1994) ou Shark (2006-2008) mettent en scène des avocats. Certains quartiers sont mis à l'honneur comme Bel-Air (Le Prince de Bel-Air).
Enfin, Los Angeles sert de cadre à des séries dérivées telles que Fame L.A. ou encore Joey (2004-2006). Six Feet Under (2001-2005) se déroule à Los Angeles et aborde des sujets aussi divers que la drogue, la mort, l'homosexualité. La série dérivée Angel (2000-2003) a également été tournée dans cette ville, tout comme Scorpion (depuis 2014). L'aéroport de la ville est aussi mis en scène dans la série LAX avec Heather Locklear, série en une saison de 13 épisodes qui relate l'histoire des codirecteurs de l'aéroport et les problèmes quotidiens qu'ils rencontrent dans la gestion de cette « mini ville » à part entière. Il y a aussi la téléréalité tel que Les Anges pour les saisons 1 et 10.

### Jeux vidéo
La société Rockstar Games a édité un certain nombre de jeux vidéo se déroulant à ou dans une ville inspirée de Los Angeles, parmi lesquels on peut citer Grand Theft Auto : San Andreas et Grand Theft Auto V (deux jeux de la célèbre série de jeux vidéo Grand Theft Auto, dont l'action se déroule à Los Santos), le jeu vidéo de course Midnight Club : Los Angeles, ou plus récemment L.A. Noire, qui se déroule dans le Los Angeles des années 1940. Le jeu vidéo True Crime : Streets of LA (édité par Activision) s'est aussi basé sur la ville. Chaque année, de 1995 à 2019, se déroulait à Los Angeles l'un des plus grands salons de jeux vidéo au monde : l'Electronic Entertainment Expo, souvent abrégé E3.

### Musique
Plus que des morceaux consacrés à la ville, Los Angeles a vu naître et abrite toujours de nombreux artistes particulièrement attachés, en bien ou en mal, à la mégalopole et qui en parlent régulièrement dans leurs chansons. Les genres les plus représentatifs sont le rap (west coast), certains sous-genres du heavy metal (glam metal, thrash metal) et le punk rock (sous-genre californien), notamment :
- le rap West Coast (de « côte ouest des États-Unis », et qui engendra le Gangsta rap). Exemples : Tupac Shakur, Eazy-E, NWA, Snoop Dogg, The Game, Cypress Hill, Dr. Dre et plus récemment les rappeurs Tyga et Kendrick Lamar en 2009 ;
- la scène punk de Californie (genre spécifique proche d'un punk-rock). Exemples : The Germs, Black Flag et les Circle Jerks ;
- Voir également Sunset Boulevard (quartier fortement lié au hard rock et au glam metal). Exemples : Mötley Crüe, Ratt, Van Halen, Metallica et Guns N' Roses ;
- le pop rock : Jonas Brothers, Vanessa Hudgens, Selena Gomez, Demi Lovato, Avril Lavigne et Miley Cyrus ;
- le rock psychédélique : The Doors, The Byrds, The Seeds, et Love ;
- la pop : Mindless Behavior, LMFAO, Will.i.am (leader des Black Eyed Peas) ;
- le rock alternatif : Red Hot Chili Peppers, Thirty Seconds to Mars, Rage Against the Machine, Weezer ;
- le nu metal : Korn, Deftones, Linkin Park ;
- le stoner rock : Kyuss, Sleep…

### Photos panoramiques

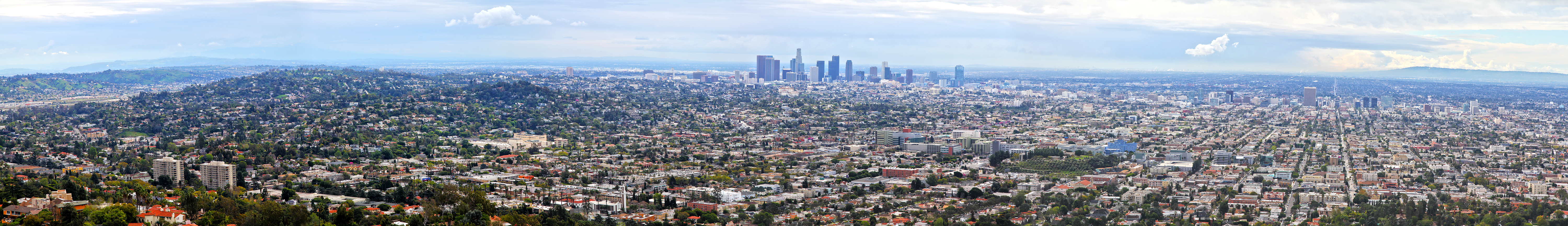
Vue panoramique de Los Angeles depuis l'observatoire Griffith.

Vue sur Los Angeles de nuit depuis Griffith Park.